# Nicolas Schöffer
Nicolas Schöffer (Schöffer Miklós) (Kalocsa, 1912. szeptember 6. – Párizs, 1992. január 8.) magyar születésű francia képzőművész, a művészettörténet első kibernetikus művének alkotója, a kibernetikus művészet megteremtője és kiemelkedő képviselője. A kibernetikus alkotás vezérlési és visszacsatolási ciklusok mentén reagál a környezetből érkező jelekre, így szemben a kinetikus művekkel, működése nem előre determinált, hanem a környezetre jellemző véletlenek függvénye.
Schöffer a kibernetikus elveket a művészeti ágak széles skáláján alkalmazta. Életműve a festőművészet, grafika, szobrászat, film, televízió, zene, építészet és urbanisztika területeit öleli fel, több területen is korszakot indító ötletekkel. Alkotói koncepcióját írásaiban foglalta össze és oktatói tevékenysége során is továbbadta.
A második avantgarde hullám alkotója. Művészete az anyagtalan médiumok formálása, melyeket öt topológiaként értelmezett. Ezek az idő, a tér, a fény, a hang és a klimatikus hatások (hőmérséklet, páratartalom, légmozgás, szaglási ingerek). Mivel ezek az effektusok folyamatos mozgásban vannak, Schöffer műveinek lényege a mozgás dinamikája, melyet kibernetikus módon programozott.
A kor társadalmi változásait figyelve és továbbgondolva alakította ki jövőképét, és tervezte meg a jövő igényeinek figyelembe vételével a kibernetikus várost, melynek vezérelve a művészet, és ahol a demokrácia és a polgár szabadságának alapja a többség döntése a kibernetikus centrálékon keresztül.
A művészi szabadság eszméje nevében az alkotásokat az anyagtól, a műfajokat az idő és térbeli korlátoktól fosztotta meg. Automobil szobrot alkotott, időben és térben végtelen hangstruktúrákat tervezett.
Vezérelve az alkotási folyamatban a tudomány, technika és művészet harmóniája volt, ez pedig team munkát feltételez. Nem csak kollégáknak, hanem bizonyos műveinél a nézőknek is részt engedett az alkotási folyamatban. Sorozatgyártású műveket is alkotott.

## Életpályája
A gyermek- és fiatal évek alatt meghatározó szerepe volt a szülőknek és a kalocsai zsidóság történelmileg változó helyzetének.
Schöffer Miklós édesanyja hegedűn játszott. Nagy gondot fordított a fiú zenei nevelésére. A gyermek hétéves korától zongorázni tanult, és sokat rajzolt, festett. Az általános iskola befejezése után zsidó származása ellenére a Jezsuita Gimnáziumban tanult tovább.
Ügyvéd édesapja befolyásának köszönhetően, aki tartott attól, hogy művészetből nem lehet megélni, a megmutatkozó tehetség ellenére először jogi tanulmányokat folytatott Budapesten a Magyar Királyi Pázmány Péter Tudományegyetem Jogi Karán. Jogi diplomájának megszerzése után a budapesti Magyar Királyi Képzőművészeti Főiskolán tanult. 1932-ben részt vett a Nemzeti Szalon téli kiállításán. Ez az egyetlen szereplése Magyarországon, mielőtt 1936-ban emigrált Franciaországba, és Párizsban telepedett le. Budapesten megkezdett művészeti tanulmányát Fernand Sabatté vezetésével Párizsban folytatta az École Nationale Supérieure des Beaux-Arts hallgatójaként. 1937-ben részt vett a Salon d’Automne kiállításon, majd 1938-ban a Salon des Indépendants(en) kiállításán szerepelt. 

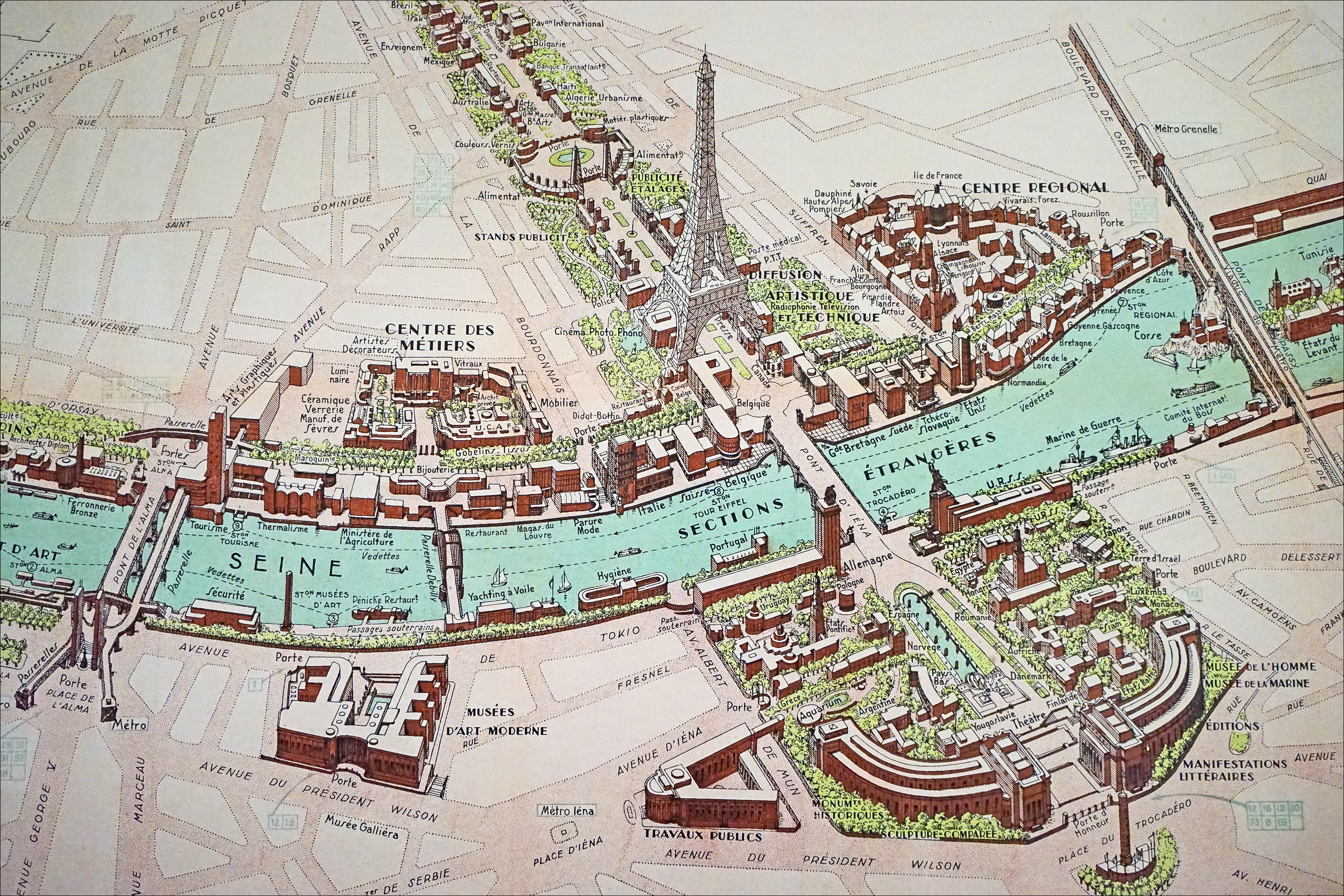
A Művészet és Technológia a Modern Életben Nemzetközi Kiállítás 1937 térképe

Az 1937-ben Párizsban megtartott Művészet és Technológia a Modern Életben Nemzetközi Kiállítás (Exposition Internationale des Arts et Techniques dans la Vie Moderne) döntően befolyásolta Schöffer karrierjét. A nemzetközi kiállítás fő attrakciója, a Grand Palais nyugati szárnyában található Felfedezések Palotája felkeltette Schöffer érdeklődését a tudományos kutatás és a műszaki újítások iránt. Elkezdett információkat gyűjteni és olvasni az aktuális tudományos és műszaki fejleményekről. Ennek az érdeklődésnek köszönhető, hogy alig több mint egy évtizeddel később a kezébe került Norbert Wiener könyve a kibernetikai elvekről, amely gyökeresen megváltoztatta a művészetről alkotott nézeteit, és hirtelen változást idézett elő művészi gyakorlatában.
1940. június 14-én a Wehrmacht katonai egységek harc nélkül vonultak be Párizsba. Schöffer Dél-Franciaországba menekült, és Aveyron térségében töltötte az időt Párizs felszabadítása utáni visszatéréséig. Ebben az időszakban ismerkedett meg első feleségével, Marie Rose Marguerite Orlhac-kal. 1945. február 22-én vette feleségül Capdenacban.
A háború után Schöffer visszatért Párizsba. Első feleségével a rue de Paris 12. szám alatt élt Clichyben. Felesége régiségkereskedése biztosította a megélhetést. 1945 és 1949 között Schöffer festészettel és grafikával kísérletezett, mígnem a kezébe került Wiener Norbert könyve.

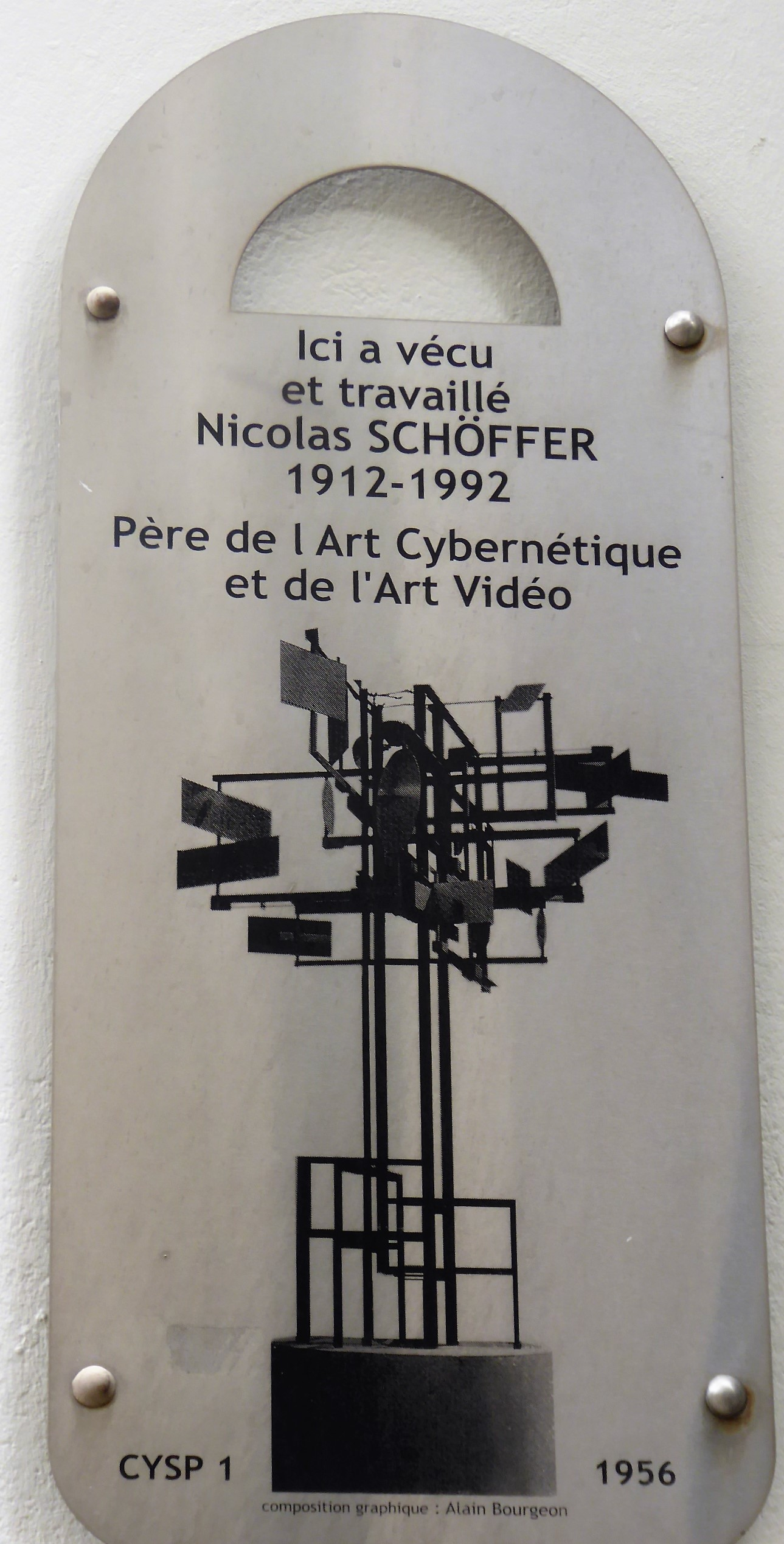
Nicolas Schöffer emléktábla a Villa des Arts kapujánál, Montmartre rue Hégésippe Moreau 15.

Schöffer 1954-től a Villa des Arts-ban élt, először a negyedik emeleten, később a földszinten.
A Villa des Arts a Montmartre-i temetőből elválasztott területen épült. 1890-ben XV. Lajos francia király 67 műteremlakást építtetett itt művészek számára az Univerzális kiállításról(en) leszerelt fémanyagok felhasználásával. A régi Gare Saint-Lazare lépcsőit is újrahasznosították az épületegyüttesben.
A műtermekben számos neves művész élt és alkotott, köztük Cézanne, Sisley, Marcoussis és Renoir. Legaktívabb éveiben Schöffernek két műterme volt itt, amelyek közül az egyik korábban Cézanne-é volt. Az 5. számú műtermet, egy lovas szobrokat alkotó szobrász egykori műtermét, 1964-ben újították fel. Ez a Villa des Arts leglátványosabb műterme. 1964-től Schöffer két műteremben dolgozott, a földszinten az 5-ös számúban, és a negyedik emeleten a 2-es műteremben.
Művészeti áttörése az 1950-es években következett be. 1950-ben mutatkozott be először szobrászként. Ezután gyorsan ívelt fel pályája. Számos egyéni kiállítást szenteltek neki neves intézményekben, és nagyobb megbízásokat is kapott. 1953-ban a Földmérők VIII. Nemzetközi Kongresszusa kiállításának installációját készítette. A kiállítások alkalmával 1954-ig készült el első két tornya, melyeket a tárlatok bezárása után lebontottak. Részt vett a Documenta II(de) (1959) és Documenta III(de) (1964) kiállításokon Kasselben. 1968-ban részt vett a Velencei Biennálén, ahol a fődíjjal tüntették ki.
1982-ben gazdag munkássága elismeréseként a Francia Képzőművészeti Akadémia tagjává választották. 1983-ban megkapta a Francia Köztársaság Becsületrendje tiszti keresztjét. 1985-ben a Művészetek és Irodalom Érdemrendje(fr) tiszti fokozatát nyerte el. 1986-ban a Fank J. Malina Leonardo díjat vehette át. Ezt 1990-ben a Francia Köztársaság Nemzeti Érdemrendje parancsnoki fokozatának odaítélése követte a díjak sorában.
1986-ban agyvérzést szenvedett, és többé nem épült fel. Élete utolsó hét évét tolószékhez kötve töltötte. Második felesége gondoskodott róla, akivel Marguerite Orlhac halála után házasodott össze. Schöffer 1992-ben halt meg. Özvegye, Eléonore de Lavandeyra Schöffer a műalkotásokat évtizedekig az eredeti műteremben őrizte, és Schöffer szellemi hagyatékát gondozta. Eléonore de Lavandeyra Schöffer 2020. január 15-én elhunyt.

## Alkotói korszakok

### Bevezetés
Nicolas Schöffer művészi karrierje két nagyon határozott törésponttal, három alkotói korszakra bontható, melyekhez tartozó művek további rövidebb alkotói ciklusokba sorolhatók. Az első korszak a viszonylag hosszú útkeresés időszaka, melynek során saját művészi pozícióját, egyéni hangját igyekezett megtalálni. Ennek során a művészettörténetet tanulmányozva a régi mestereknél keresett inspirációt.
Életművének legjelentősebb részét a második alkotói korszakában alkotta. E két első periódus közötti átmenetet Schöffer töréspontként, a korábbi tevékenységgel való szakításként értékelte nyilatkozataiban, hangsúlyozva az ezt kiváltó élmény, Norbert Wiener könyve által a kibernetika elméletével való találkozás, jelentőségét. Ennek a töréspontnak a lényege a múlttól a jövő felé fordulás, a művészi fejlődésben azonban nem tűnik ki ennyire hirtelen átmenet, hanem sokkal inkább az új gondolatok logikus és fokozatos egymásra épülése mutatható ki. A kibernetika elméletével való megismerkedés és első kibernetikus műve megalkotása közt valójában másfél évtized telt el. Ez a második alkotói periódus úgy osztható kisebb egységekre, ahogy az anyagtalan művészeti médiumok egymás után bekapcsolódtak az alkotói folyamatba. Előbb a tér, ezt követve a fény és idő dinamikája került figyelme középpontjába. Elméleti munkáiban Térdinamizmus (Spatiodynamismus), Fénydinamizmus (Luminodynamismus) és Idődinamizmus (Chronodynamismus) címmel foglalta össze ezeknek a korszakoknak az eredményeit.
A harmadik nagy alkotói korszakot hirtelen bekövetkezett betegsége indította el. Agyvérzés miatt bal oldala lebénult, és korlátozott mozgási képessége miatt nem tudott több nagy projektet lebonyolítani. Grafikai munkák születtek, de ez nem visszatérés az első korszak gondolatvilágához, sokkal inkább egy olyan új lépcsőfok, amit számítógép segítségével, saját fizikai korlátaival küzdve tudott megtenni.

### Első alkotói korszak
Az első alkotói korszakot meglepően nagy stilisztikai és tematikai változatosság jellemzi, mely a tanulási folyamat és az útkeresés eredménye. Katedrálisok, Jézus ábrázolások, turbános figurák, aktok, férfi arcok, kétarcú szürrealista lények, vázlatosan ábrázolt állatok, csendéletek, humoros rajzok, absztrakt képek szerepelnek a repertoárban. Nem készített pontos másolatokat, de abból a célból imitálta korábbi alkotók műveit, hogy megértse alkotói módszerüket. Így számtalan képe párba állítható az inspirációt kiváltó mester hasonló művével. Ezek közül néhány az inspiráló mester, Paul Cezanne eredeti pasztellkrétáival készült, melyekhez Vincent van Gogh mecénása, Dr. Paul Gachet (en) házában jutott hozzá, Émile Bernard ismeretsége révén.
Mivel ennek a korszaknak a képeit ritkán datálta, pontos kronológiai sorrendet szinte lehetetlen felállítani. Ennek ellenére kimutatható egy fejlődési ív a figuratív ábrázolástól az absztrakt felé, és a síkból a térbe kilépés felé. Az absztrakt fázis a gyors alkotói módszer kereséséből fakadt. Festőingával és festőpisztollyal kísérletezett.
A stílusváltások során egy felszabadító folyamaton ment keresztül, hogy végül az elnyert művészi szabadságot önként vállalt szigorú rendbe állítsa. A realista ábrázoláshoz közeli, majd impresszionista hatású képek után Jean-Michel Atlan (fr) hatására egy rövid szürrealista fázis következett, majd a felszabadult expresszív ábrázolás.
Piet Mondrian neoplaszticizmusának(fr)alapeszméje Jean Gorin közvetítésével jutott el Schöfferhez. Ez vezette be a geometrikus absztrakciót Schöffer művészetébe. Ennek a művészi nyelvnek az elemei a vízszintes/függőleges, nagy/kicsi, világos/sötét ellentétpárok és a színek redukálása a három alapszínre: pirosra, sárgára és kékre, valamint a fekete, fehér és szürke árnyalataira. Az arányok meghatározásában az aranymetszésnek van döntő szerepe. Ez a szigorú rend végigkíséri a második korszak alkotásait is, és csak annak vége fele kezd lazulni.
A síkból a tér felé haladó úton az első lépés a térben gondolkodás volt. A művész egy térbeli konstrukciót képzelt el, és ennek vetületét ábrázolta kétdimenziós felületen. A háttér tehát nem háttérnek tekintendő, hanem térnek, amiben a konstrukció lebeg. A következő lépés a konstrukció kiemelése relief formájában. Ezeknél a műveknél a térbe való kilépés mérsékelt, és van eleinte egy hátsó tartólap. Később a hátsó támasz eltűnik, és a domborművek elhagyják a falat, hogy szobrászati alkotásként, de továbbra is egyetlen főnézettel lépjenek be a térbe. Ezek az alkotások a második művészeti korszakba való átmenetet jelzik.

### Második alkotói korszak

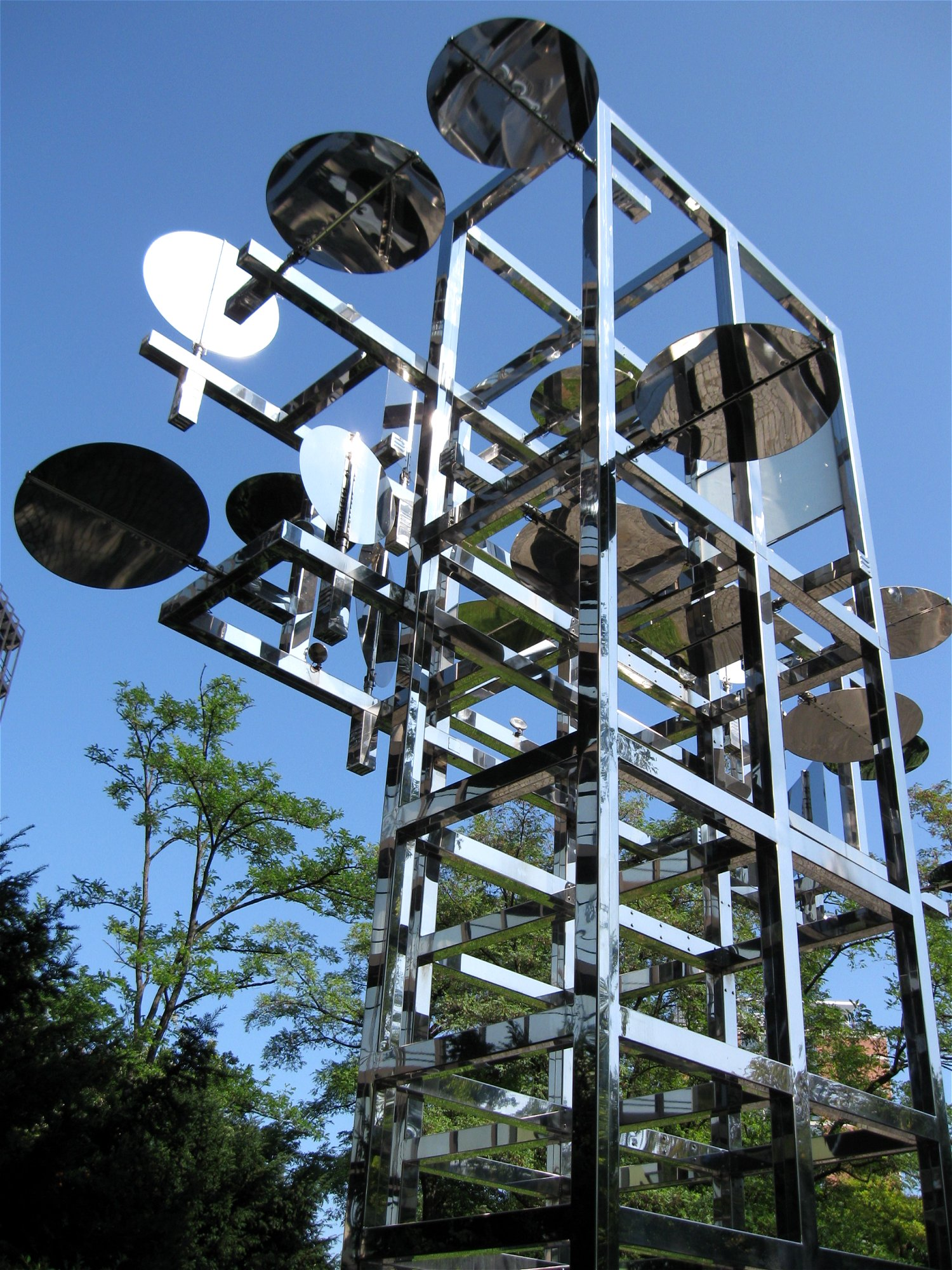
Nicolas Schöffer Chronos 10B című mobilja
München, (1980)

Schöffer fő eredményei a második alkotói periódushoz köthetőek. Az ötlet gyors megvalósítására törekedett. A kibernetika lehetővé tette az alkotási folyamat automatizálását,(en) és biztosította a művészi gondolat gyors realizálását. A művek koncepciójában központi szerepet játszott a néző észlelése. Művészi gyakorlatát a művészet, a technológia és a tudomány harmonikus kombinációja jellemezte, amely csapatmunkát igényel. Az alkotói folyamat egy részét kollégáira bízta. Több esetben csak megalkotta az algoritmust, és hagyta, hogy a program varázsolja elő a látványt. Másrészt olyan participatív műveket is alkotott, amelyeknél a befogadó megváltoztatja a műalkotást, átrendezi, manipulálja, és így maga is a mű alkotójává válik. Nem zárkózott el attól, hogy egyes műalkotásait tömeggyártásban készítsék el. Megkérdőjelezte a művészet hagyományos funkcióját, és olyan kibernetikus várost tervezett, ahol a művészet játssza a főszerepet, dominálja az épített környezetet, és a város működésének szervezési elve.

#### Térdinamika (1950–1957)
A kezdeti hangsúlyos főnézettel rendelkező térplasztikai alkotások után, hamarosan a szobrok minden nézete egyenlő jelentőséggel bírt. Schöffer a szobron belüli negatív térre és a néző mozgás közbeni dinamikus észlelésére koncentrált. A szobor belső terével való foglalkozás művészettörténeti előzménye Moholy-Nagy László munkássága. Korábban a belső tér az építészet feladata volt, és a szobrászé a külső tér. Az avantgarde első hullámának alkotóinál (El Liszickij, Viking Eggeling (en), Vlagyimir Tatlin, Naum Gabo) már a plasztika ezen új felfogása természetes.
Schöffer első szobrászati alkotásai funkcionalista megközelítésűek. Az orosz konstruktivistákhoz hasonlóan Schöffer is ipari feladatokra keresett művészi megoldást. Tervezett szemaforokat, közlekedési jelzéseket, repülésirányító jelzőrendszereket, órákat, villanyvezeték-oszlopokat.
A későbbiekben elszakadt az alkalmazásoktól és absztrakt koncepció alapján formálta a tér ritmusát. A szobrok minden nézete aszimmetrikus, derékszögben csatlakozó vízszintes és függőleges acél vázelemekből áll, melyekre színes lapokat, korongokat szerelt, eleinte fixen. Ezek az Idődinamikus sorozatnál már forgó tengelyre vannak szerelve. A színes lapokat később polírozott vagy matt alumínium és acéllemezek váltják fel. A vázon elhelyezett fényes lemezek visszatükrözve megsokszorozzák a tartóelemeket, a váz belső szerkezetét reflektálják, illetve a környezet tárgyait tükrözve vonják be a szobor terébe. Ezáltal a szobrok valós méretüknél monumentálisabbnak tűnnek. Ezeknek az Térdinamikus (Spatiodynamique) műveknek egy részénél a dinamizmus az észlelés során a néző mozgásából ered, a szobor maga még többnyire nem mozog. A Térdinamikus sorozat 27 alkotásából néhány azonban már motorizált. A műciklus utolsó darabja Spatiodynamique 27, melynek másik neve CYSP0. Ez a mű előkészület volt az ezt a szakaszt lezáró első főműhöz, az első kibernetikus szoborhoz. A CYSP1 1956-ban beírta Schöffer nevét a művészettörténetbe.
Schöffer már korábban, 1950-ben megmutatkozhatott szobrászként. A Galerie des deux Iles kiállítást rendezett Schöffer Plasticien címmel, a Galerie Harriet Hubbard Ayer pedig Schöffer és J. M. Savage munkáját mutatta be Les mobiles de l'Amour címmel. 1951-ben Schöffer részt vett a Salon de la Jeune Sculpture kiállításán. 1952-ben a Galerie Mai mutatott be egy kiállítást a nagyközönségnek, melynek címe, Oeuvres Spatiodynamique, már tartalmazza a Térdinamika kifejezést.
Schöffer a Térdinamizmus elméletét Spatiodynamique című könyvében tárgyalta, mely bár manifesztumnak tűnik, valójában utólagos összefoglalása e korszaka eredményeinek.

#### Fénydinamika (1957–1959)
A mozgásban levő szobor polírozott lemezein tükröződő reflexek, a születő fényhatások egymásutánisága a környezet fényviszonyaihoz képest, még mesterségesen meg nem világított állapotban is mérhető fényenergia-különbséget adott. Ezután természetes gondolat volt a mesterséges fény szobron belüli felhasználása.
A tizenhárom műből álló LUX sorozat alapgondolata hasonló Moholy-Nagy Fény-tér-modulátorához, de a konstrukció felépítése különbözik. A LUX alkotásoknál a plasztika vízszintes és függőleges négyzetes profilokból készült alapvázra fixen szerelt perforált és polírozott fém geometriai formákból áll, melyek a talapzatról és kívülről vannak színes vagy fehér fénnyel megvilágítva. Magán a vázszerkezeten még nincsen fényforrás. A falon keletkező árnyékok a műalkotás részének tekintendőek. Schöffer egy félig áteresztő ernyőt is alkalmazott, amelyen keresztül tekintve, a mű és az árnyék mellett, az alkotásnak egy harmadik olvasata látható. A tükrözések és fényhatások a műtárgyat optikailag felbontják, a környezetet bevonják az alkotás terébe. A mű és környezet határa elmosódik. "Az elanyagtalanítás és meghatározhatatlanság nem semmisítik meg a mű konstruktív értékeit, hanem felszabadítják szerkezetét, feltárják annak rejtett gazdagságát…" – írta Schöffer. A művész 1956. április 14-én az alapelvet benyújtotta a szabadalmi hivatalba, melyet a hivatal 1958. augusztus 25-én be is jegyzett szabadalomként. Ennek a periódusnak az eredményeit Schöffer a Fénydinamizmus (Luminodynamique) elméletében foglalta össze.
A fény és mozgás segítségével olyan eredeti hatás volt elérhető, hogy Schöffer több rövidfilmet is forgatott, melyeket ma videóklipnek hívnánk, bár akkor ez a fogalom még nem létezett. Így ezen a téren is úttörőnek tekinthető.

#### Idődinamika (1959–)
Mikroidők-sorozat

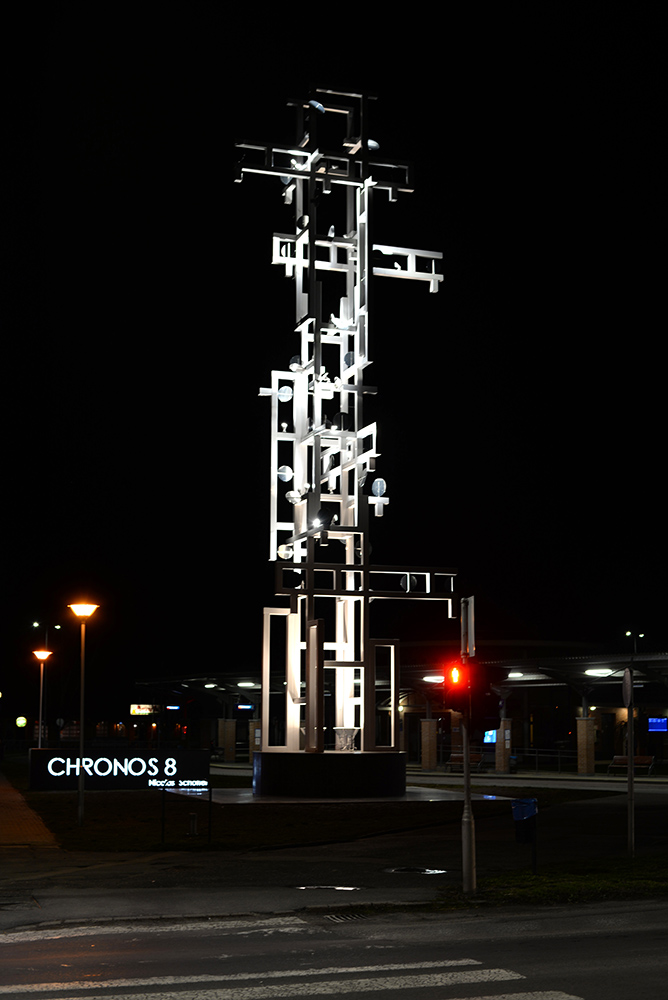
Nicolas Schöffer Chronos 8 Kibernetikus Fénytorony, Kalocsa

1960-tól az idő játszik hangsúlyos szerepet a művek koncepciójában. A Microtemps (1960–1966) sorozat a vizuális észlelést teszi próbára, és felméri a látáshoz kapcsolódó kognitív képességek korlátait. Ezek az alkotások kis dobozok, melyek belseje feketére vagy fehérre festett, vagy fényvisszaverő anyaggal bélelt és megvilágított. Különféle rozsdamentes acélból készült korongok, félgömb alakú héjak és lemezek lendülnek mozgásba a dobozban egy programozott motor segítségével. Forgásuk sebességét Schöffer a másodperc harmincezredrészéhez igazította, mert ennyi idő kell ahhoz, hogy az emberi agy egy képet érzékelni tudjon. Ez a sebesség a befogadó kognitív képességeinek határait feszegeti. A művész szándéka szerint ez egyrészt szellemi frissítő hatású, másrészt felkészíti a befogadót, hogy a jövő társadalmának fokozódó információsűrűségéhez alkalmazkodni tudjon.
A Luminos sorozat hasonló, azzal a különbséggel, hogy a forgó részeket átlátszó képernyő árnyékolja. A művészet szocializálása programjában ezek voltak az első tömeggyártású műalkotások.
Chronos-sorozat
A Chronos sorozatban más szerepet játszik az idő. Mindaddig, amíg a plasztikai alkotások mozgásának vezérlése mosógépből kiszerelt programozó egységgel és hasonló trükkökkel volt megoldva, a változatosság csak látszólagos volt. A mozgási minta előbb-utóbb ismétlődni kezdett. Tényleges változatosságot, soha nem ismétlődő mozgási variációkat csak a környezetet érzékelő eszközök és visszacsatolás útján a kibernetika segítségével lehetett elérni. Ez valósult meg a Chronos sorozatban. A szenzorok többfélék lehettek: fotocellák, mikrofonok, hőmérők, szélsebességmérők stb. Ezáltal az ötödik topológia, a klíma is tervezési szemponttá vált. A városi méret tekintetében a sorozat előzményének tekinthető két, az ötvenes években ideiglenes jelleggel felépült torony, de ezek nem kibernetikus alapon működtek. A Chronos sorozat belső térben elférő darabjai csak modellek a városi külső térre tervezett kibernetikus fényszobrokhoz. A világ több pontján valósultak meg ezek a tervek. A legmagasabb (52m) Liège városában áll. Kalocsán Schöffer szülőházának közelében a Chronos 8 kibernetikus fénytorony épült fel az ÉPGÉP vállalat segítségével.
A legösszetettebb és legmagasabb torony, melyet Schöffer Párizs La Défense negyedébe tervezett, a fő támogató halála és az olajválság miatt nem épült meg, de így is főművének számít.

#### Második alkotói korszak utolsó fázisa
Schöffer több városi léptékű kibernetikus műciklust és Hydro-Thermo-Chronos szökőkutat tervezett a városi környezet esztétikai minőségének emelésére. Ezeknek a terveknek nagy része nem jutott tovább a tervezési fázisnál a közelgő sorscsapás miatt, mely mozgáskorlátozottá tette.
Az első Szoláris-tornyot (Tour Soleil) Venezuelának tervezte. Ezek a monumentális Szoláris-tornyok függőleges tengelyre szerelt nap-reliefekből állnak, melyek spirális pályán mozognak a tengelyen. A szoláris energiát tárolják a nap folyamán, és ezzel látják el a motorokat és fényforrásokat az éjszaka folyamán is. A napenergia ilyen felhasználása eredeti innováció volt Schöffer idejében. Az 1984-ben Los Angelesben tartott olimpiai játékok alkalmából egy 600 m magas Szoláris-torony tervei elkészültek.
A Billegők (Les Basculantes) (1982–83) olyan kibernetikus szobrok, melyek a Pisai toronyhoz hasonlóan ferdén állnak, de dőlési szögüket és a dőlés irányát folyamatosan változtatják, így a meglepetés erejével hatnak.
A Hydro-Thermo-Chronos szökőkutak terve szintén 1983-ban született. Ezek a szökőkutak nem csak vizet lövelltek volna, hanem tüzet is, és lézerfénnyel lettek volna megvilágítva. A víz és tűz találkozása során a gőz képződése erős hanghatással is járt volna.
Az Ütve-Hangzók (Les Percussonores) a városi környezet számára tervezett monumentális alkotások, melyek célja a városi élet során felhalmozódó belső feszültség és agresszió levezetése. Participatív művészeti alkotások. Hívogatják, bátorítják a nézőt, hogy üsse-verje a szobor alkatrészeit, és ezzel csalogassa elő a szoborban rejlő lehetséges hang- és fényhatásokat.
Mindezekből a tervekből semmi nem valósult meg, a tervezés különböző stádiumáig jutottak. Ugyanakkor az ötletek kidolgozása elég világos támpontot ad a későbbi megvalósításhoz. Ilyenre már volt példa a LUX 10 esetében, mely évtizedekkel a művész halála után épült fel Dél-Koreában Busan városában.
Egy Hydro-Thermo-Chronos szökőkút felépítése felmerült a 2015-ben Milánóban rendezett EXPO alkalmából, de végül nem tudott megvalósulni. Ennek kapcsán azonban háromdimenziós digitális modellek készültek. Schöffer soha meg nem valósult, illetve már megsemmisült műveit Naomi Devil modellezte meg az EXPO alkalmából forgatott Nicolas Schöffer rendkívüli világa című film számára. A Gerebics Sándor filmrendező által forgatott filmben a CYSP1, SCAM1, TLC és néhány Hydro-Thermo-Chronos szökőkút modelljei láthatóak. A film DADA Film és ViVeTech kooprodukció.

#### Zene és hangsturktúrák
Zenei neveltetésének köszönhetően Schöffer otthonosan mozgott a hangok világában. Nemcsak a szűkebb értelemben vett zene érdekelte, hanem az emberi hang és a nem zenei hanghatások is. Műveit nem zenei alkotásoknak, hanem hangstruktúráknak nevezte, és a hangok világának ezt a bővebb értelmezését alkalmazta.
Második felesége, Eléonore de Lavandeyra Schöffer keleti zenével foglalkozott, és tanpurán, az indiai hosszúnyakú lanton játszott, amit Indiában töltött évei alatt sajátított el. A Keleti Zenetudományi Központ (Centre d'Etudes des Musiques Orientales) előadásaira járt, hogy bővítse ismereteit. Nemcsak a hagyományos keleti zene iránt keltette fel Schöffer érdeklődését, hanem a zene pszichológiai hatásai és lehetséges gyógyító hatásai iránt is. Schöffer feleségén keresztül számos zenésszel megismerkedett, akik nagy hatással voltak rá, és akik Schöffer stúdiójában jöttek össze zenei estékre, mint például Djamshid Chemirani(fr) és Dariush Safvat(en). Schöfferre nagy hatással volt Iegor Reznikoff(en) munkássága is, aki az ókori zene és intonáció(en) specialistájaként és kutatójaként volt ismert, és hitt az emberi ének gyógyító hatásában. Ezek a megfontolások szerepet játszottak a kibernetikus város akusztikai topológiájának tervezésében.
A 70-es években Schöffer vett egy Yamaha orgonát, és több mint három évtizedes szünet után ismét hangszeren játszott. 1979-ben komponálta Hommage à Bartók című művét, melyet a Hungaroton adott ki. Elektroakusztikai és zenei kutatásait 1980 körül kezdte az Akusztikai és Zenei Kutató Központban (Institut de Recherche et Coordination Acoustique/Musique / IRCAM). Az intézet a Pompidou központban található, ahol 1978-ban az akkor vadonatúj épületben egy 375 négyzetméter alapterületű, változó akusztikai tulajdonságokkal rendelkező kísérleti csarnok nyílt meg. Pierre Boulez zeneszerző nagy szerepet játszott az intézet megalapításában. Az intézet célja az akusztika és a zene minden területén végzett kutatások elősegítése volt, különös tekintettel az elektroakusztikára és az elektronikára. Az elektroakusztikus anyag kompozíciós lehetőségeinek elméleti feldolgozása volt az előtérben, de szó volt a hagyományos eszközök innovatív használatáról is. A kutatási tevékenység jellegéből fakadt, hogy ez egy multidiszciplináris projekt volt a nyelvészet, az információelmélet, a kommunikációtudomány(en), az elektrotechnika, a zene és a művészet közötti határterületeken. 1978-tól egy 4C digitális hangprocesszor állt a team rendelkezésére. 1981-től a 4X gép Giuseppe di Giugno(en) által fejlesztett prototípusát is használták. 1988-ban bevezették a zenei és multimédiás grafikus fejlesztőkörnyezetet, a Max első verzióját, melyet Miller Puckette(en) fejlesztett ki. Schöffer ebben az intézetben komponálta 1984-ben a Variációk 600-ra című művét (Variation sur 600) a 4X gép segítségével.
Schöffer a hagyományos kotta helyett önálló, teljesen új zenei jelölési rendszert dolgozott ki. Teljesen koherens módon ugyanazzal a koncepcióval dolgozta ki a vizuális- és hangélmények tervezetét. Funkció csoportokat határozott meg, és ezek akcióba lépésének idejét határozta meg. Így a zenében a ritmusnak tulajdonított vezető szerepet. A funkciós csoportok cseréjével egy vizuális műből akusztikai mű készülhetett és fordítva.
A vizuális és zenei élmény kapcsolatát kutatva alkotta meg a Musiscope -ot. Ez az 1960-ban készült mű egy elektronikus billentyűzettel és képernyővel (2 × 2 m) rendelkező vizuális orgona, amely hajtómotorok által mozgatott és fényekkel megvilágított látványelemek komplex installációja előtt áll. Ez a műalkotás funkcionális elektronikai alkatrészekből, valamint kézzel készített esztétikai elemekből, műanyag és alumínium lemezekből áll a fényhatások érdekében. Működtetéséhez egy személy interakciója szükséges. A billentyűzeten, párhuzamosan egy zenei előadással, ugyanazt a kottát lejátszva a zene és a vizuális élmény szinkron kapcsolata új dimenziót ad az élménynek.

### Harmadik alkotói korszak
A harmadik alkotói korszakot hirtelen sorscsapás vezette be. Egy agyvérzés után a művész jobb oldala lebénult. Élete utolsó hét évét tolószékhez kötötten élte le. Megromlott egészségi állapota miatt nagy munkacélkitűzéseket már nem tudott megvalósítani. Két korábban megkezdett projekt még befejeződött, de városi léptékű új műalkotások nem születhettek a továbbiakban. Grafikai munkákat és kollázsokat készített bal kézzel vagy számítógéppel. Ez nem visszatérés volt az első korszak gondolatvilágához, hanem sokkal inkább az egész pálya szintézise.

## Főművek

### CYSP1
Schöffer 1956-ban megalkotta a művészettörténet első kibernetikus szobrát, a CYSP1-et. A CYSP1 név a Cybernetique és Spatiodynamique szavakból alkotott mozaikszó, és a szobor kibernetikai és térdinamikai jellemzőire utal. CYSP1 teljes mozgási autonómiával rendelkezett. Minden irányban két sebességgel tudott haladni, valamint axiális és excentrikus forgási képességgel is rendelkezett. Tizenhat tengelyre szerelt forgatható polikróm lemeze volt. A szobor a Philips cég által kifejlesztett elektronikus számítások alapján működött. Négy görgőre szerelt alapzatra volt állítva, amely a meghajtó szerkezetet és az elektronikus agyat is tartalmazta. A lemezeket a tengelyük alatt elhelyezett kis motorok működtették. A szoborba épített fotocellák és mikrofon érzékelték a környezetben bekövetkezett szín, fény és a hangintenzitás változásokat. Mindezek a változások befolyásolták a kibernetikus szobor működését.
Schöffer a CYSP1-et először 1956-ban mutatta be a költészet éjszakáján a párizsi Sarah Bernhardt Színházban. Ugyanebben az évben, az Avantgárd Művészeti Fesztivál alkalmából Maurice Béjart balett társulatának táncosai a CYSP1-gyel együtt adtak elő egy koreográfiát Le Corbusier Marseille-i Cité Radieuse(en) komplexumának teraszán. A szobor a táncosok mozdulataira reagált. A látványt Pierre Henry (en) konkrét zenéje kísérte. További fellépések következtek a párizsi Villa des Arts műtermében.

### SCAM1
A SCAM1 (Spatiodynamique, Cybernetique, AutoMobil) a művészettörténet első automobil szobra. A szobrok hagyományosan évszázadokon át helyspecifikus, mozdulatlan műalkotások voltak. A 20. század elején az avantgarde első hullámához tartozó kinetikus művészek alkottak olyan szobrokat, melyeknek mozgó részei voltak, de ezek a művek továbbra is egy helyben maradtak. A CYSP1 képes volt helyét változtatni, de csak korlátok között. Mozgásának határait fekete vonal határolta a talajon, melyet fotocellája érzékelt. Ezt a körülhatárolt részt nem tudta elhagyni. Ezért Schöffer megfelelőbb megoldást keresett arra, hogy a művészet mindenhova hatékonyan el tudjon jutni a városban. A SCAM1 minden a szobrászati alkotásra általában jellemző kötöttségtől megszabadult, és figyelemre méltó sebességgel tudott közlekedni a városban, mert a 3,93 m magas szobrot egy egyedi gyártású autóra szerelték fel. A műalkotáshoz stílusban illő autót Denise René galériatulajdonos finanszírozta, és a Renault cég gyártotta le. A SCAM1 1973-ban jelent meg Milánó és Párizs utcáin. A látvány a forgalmat is megzavarva jelentős figyelmet keltett. Ez a főműnek számító alkotás már nincsen meg. A parkolási és tárolási nehézségek miatt le kellett bontani.

### TLC Paris
A Párizs számára tervezett kibernetikus fénytorony röviditett neve a francia név kezdőbetűiből áll: Tour Lumière Cybernetique, TLC.
Számos kisebb torony valósult meg Európa és Amerika városaiban. Az első 25 m magas térdinamikai torony 1950-ben épült Biotban (Franciaország) a Groupe Espace kiállításának keretében. Az első térdinamikai, kibernetikai és akusztikus torony 1954-ben épült a Párizs melletti Parc de Saint Cloud (en) területén rendezett Nemzetközi Közmunka Kiállítás alkalmából, és elérte az 50 méteres magasságot. A hangstruktúrát Pierre Henry komponálta. Ezeket az első tornyokat a kiállítás után leszerelték.
Az eddig megépült legmagasabb torony 52 m magas. Liège-ben avatták fel 1961-ben, a Kongresszusi Palota előtt. Ezzel egy időben Schöffer a Kongresszusi Palota homlokzatán egy 1500 m²-es fényfalat valósított meg. További tornyok épültek 1968-ban Washingtonban (Spatiodynamique 17), 1969-ben Montevideoban (Chronos 8), 1974-ben San Franciscoban az Embarcadero Centernél(en) (Chronos 14), 1977-ben Bonnban (Chronos 15), 1980-ban Münchenben (Chronos 10B) és Párizsban (Chronos 10), 1982 Kalocsán (Chronos 8), 1988-ban a Tour d'Ain (Lux 16) Pont-d’Ainban és a Lyoneon Lyonban.
Ezek a tornyok nemcsak méretükben, hanem mindenekelőtt kategóriájukban különböznek attól a toronytól, amelyet Schöffer a párizsi La Défense negyedbe tervezett. A kisebb szobrok plasztikai alkotásoknak tekinthetőek. A liège-i és a kalocsai tornyok kategóriát ugorva az építészeti jellegű szobrok közé sorolhatók. Ezeknél a torony építészeti formájának használata azt jelenti, hogy az évszázadok során ehhez az építészeti típushoz kapcsolódó összes elvont fogalom automatikusan bekerül a mű jelentésébe. A torony mint építészeti típus különféle formákat és funkciókat öltött az építészettörténet során, de mindig is szorosan kapcsolódott a hatalom, a felügyelet és az irányítás elvont fogalmaihoz. Ez a két kibernetikus fénytorony pontosan ezeket a funkciókat teljesíti. Kifejezik az emberi szellem hatalmát, interaktívan figyelik és vezérlik környezetüket. Mivel az aranymetszésből sok természetben előforduló forma levezethető, így a galaxisok spirálja is, ezért a kibernetikus fénytornyok szerkezetének arányai is az aranymetszés szabályát követik, Schöffer ezeket a tornyokat a Világegyetem szimbólumának tekintette.
A kibernetikus fénytornyot, amelyet Schöffer Párizsba tervezett, a szobrászati jellegű építészet kategóriába kell sorolni, ami azt jelenti, hogy a szobrászat és az építészet közötti választóvonalat ez a torony átlépi. A torony magassága a különböző tervváltozatokban 324 és 347 m között változott, így az építészeti és statikai szempontok döntő szerepet játszottak a tervezésnél. Ez a torony, szemben a korábbiakkal, bejárható épületnek is volt tervezve. Schöffer hét látogatói platformot tervezett, amelyek lifttel és lépcsőn keresztül érhetők el a tervek szerint. A különböző szinteken éttermeket, jelzőrendszereket, televízióállomásokat, orgonával ellátott koncerttermeket, postát, drogériát és egyéb üzleteket tervezett. A toronynak egyszerre kellett volna betöltenie az információs központ, a művészeti és kulturális tér, a világítótorony, a légi navigációs torony, a meteorológiai állomás, a kilátó és a médiatorony funkcióit.
Tíz francia nagyvállalat vett részt a projektben, és Schöffer elképzelései szerint dolgozták ki a különféle részletes műszaki terveket. A függőleges és vízszintes acélprofilokra 14 homorú tükröt, 363 tükröt, 144 villanymotoros forgatható tengelyt, 2085 elektronikus villanót, 2250 részben színes fényszórót, hőmérőt, páratartalom- és szélmérőt kívántak felszerelni. A torony tetejére 15 lézer fényágyút terveztek, amelyekből a fény két kilométerrel növelte volna meg a torony optikai méreteit.
A projekt támogatói voltak: Charles de Gaulle, 1959 januárja és 1969 áprilisa között az Ötödik Köztársaság elnöke, utódja, Georges Pompidou, André Malraux kulturális miniszter, M. Prothin, az EPAD igazgatója (L'Établissement public pour l'aménagement de la région de la Défense), Marcel Jolly igazgató és M. van den Putten, a Philips cég elnöke. A torony végül nem épült meg, mert a projekt legnagyobb támogatója, George Pompidou meghalt, és az olajválság alapjaiban rázta meg a finanszírozási lehetőségeket. Ennek ellenére ezt a tervet Schöffer legfontosabb remekműveként tartja számon a művészettörténet. Schöffer távolabbi terveiben több ilyen torony épült volna meg világszerte, melyek egymással információs kapcsolatban álltak volna, így a mai Internet hálózat előképét keresve egészen eddig a toronyig lehet visszanyúlni.

### Voom Voom
A mai értelemben vett diszkóklubok elődje, az első diszkó zenét játszó tánchelyiség fényeffektusokkal, a Saint-Tropez-i Voom Voom volt, mely Félix Girault, Paul Bertrand(en) építész és Nicolas Schöffer együttműködésével valósult meg. Schöffer szempontjából ez egyfajta előkészület volt a kibernetikus város szórakoztató negyedének terveihez. A belső teret Schöffer rendezte be korábbi műciklusának, az effektdobozoknak (boîte à effet) egy felnagyított változatához hasonlatos módon. A látvány fő elemei egy nagy kaleidoszkópszerű tükörprizma és egy fényfal voltak. A terem falai a fényfal kivételével ívesek és tükrökkel borítottak voltak. Elektronikus agy irányította a fényjátékot. Nem sokkal a nyitás után, Juan-les-Pinsben(fr) új Voom Voom diszkóklub épült, mivel az elsőt megrohamozták a vendégek, és küzdeni kellett a bejutásért.
Brigitte Bardot törzsvendég volt a Saint Tropez-i diszkóklubban. Az egyik első videóklip itt, a Schöffer által teremtett környezetben készült vele. A dal egy földönkívüli sérült segélykérése a Föld lakóitól. Bardot ruháját a space-age divattervezője, Paco Rabanne(en) készítette, akivel Schöffer többször dolgozott együtt.

### Kibernetikus város
1965 márciusában Michel Ragon(fr) elnökletével megalakult a Nemzetközi Prospektív Építészeti Csoport (Groupe International d'Architecture Prospective, röviden GIAP). Míg retrospektív tervezés során egy már létező, megépült objektum módosítása, áttervezése történik, addig a prospektív tervezés üres lappal indulva megelőzi a megvalósítás minden lépését. Az alapító tagok Nicolas Schöffer, Ionel Schein, Yona Friedman(fr), Paul Maymont(fr), Georges Patrix(fr), Michel Ragon voltak, és később a svájci Walter Jonas(de) is csatlakozott a csoporthoz. A csoport kiáltványa összefoglalta azokat a tényezőket, amelyek miatt a korábbi lakásformák és városszerkezetek nem tudtak megfelelni a modern élet igényeinek, és szükségessé tették a jövő városának és lakásainak a történelmileg adott szerkezettől független megtervezését. Arra a következtetésre jutottak, hogy a demográfiai robbanás, a rohamos technikai és tudományos fejlődés, az életszínvonal folyamatos emelkedése, a szabad mozgás, a művészet közkinccsé válása, a szabadidő jelentőségének növekedése és a kommunikáció felgyorsulása felbomlasztotta a társadalom hagyományos struktúráit.
Mindezek a megfontolások késztették Schöffert a jövő városának megtervezésére. Le Corbusier-hez hasonlóan, akinek lehetősége nyílt teljesen új város, Csandígarh megtervezésére, Schöffer is a nulláról, üres lappal kezdte a tervezést.
A kibernetikus város a különböző funkciók elosztása szerinti három területi egységből áll, amelyeket szorosan összekapcsol és koordinál a kibernetikai központ. A város egyik funkcionális egysége a munkának és a koncentrációnak van szentelve, ettől elkülönülnek a lakó- és szabadidős területek. Schöffer a város két szintjét különbözteti meg, soft- és hard city-t, amelyek együtt alkotják a kibernetikus várost. Ez hasonló a mi kifejezéseinkhez, amikor szoftverről és hardverről beszélünk, amelyek együtt alkotják a számítógépet.
Schöffer a várostervezési folyamatban a művészet domináns szerepét hangsúlyozza, A várost a szobor meghosszabbításának tekinti. Formai megfontolásai mindig az aranymetszésből fakadnak. A funkcionalisták és formalisták(en) vitájában Schöffer egyik oldalon sem foglal állást. Nála a formai és a funkcionális megfontolások kéz a kézben járnak, azon meggyőződése alapján, hogy csak az alkatrészek harmóniája biztosíthat funkcionális megoldást.
Kulcsfontosságú szempont, hogy – a legtöbb várostervezővel ellentétben – Schöffer nem kemény anyagokkal (tégla, beton stb.) tervezi a várost, hanem elsősorban a kézzel nem fogható, immateriális tényezőkre koncentrál. Az elektronikának és a kibernetikus központoknak a tervezése az első lépés. Ezek segítségével alakítja a város életének tér- és időbeli ritmusát, a fény- és klimatikus viszonyokat, valamint a hangkörnyezetet.
Schöffer városában a kibernetika egyúttal a demokrácia kulcsa is, mivel a kibernetikus központokon keresztül az egyén jelezni tudja akaratát, és kiértékelés után minden szabályozás a többség visszajelzésén alapul.
Formailag Schöffer reliefnek tekintette a várost, amelyet művészileg úgy kell kialakítani, hogy a részek harmonikus viszonyban legyenek egymással. A munkának szentelt városrész a tervek szerint a számtalan felhőkarcoló épülettel függőleges hatású. A megtervezett épületek közt van kibernetikus vezérlőközpont, közigazgatási központ, egyetem és irodaházak. A mai valós városokkal ellentétben a kibernetikus városnak ez a része ritkán van beépítve. Az épületek között hatalmas zöld területek húzódnak.
A kibernetikus város lakóterületeit horizontális vonalak uralják. A pilléreken álló szalagszerű társasházak terve bármilyen terepre adaptálható. Schöffer a fogyasztási cikkek automatikus elosztórendszerét és az autóforgalmat is a föld alatt képzelte el.
Schöffer feltételezte, hogy a jövőben az automatizálásnak és a kibernetikus vezérlésnek köszönhetően több szabadidejük lesz az embereknek, ezért a rekreációs igények kielégítése központi szerepet kapott a kibernetikus város tervezésében. A szabadidő eltöltésére külön városrészt tervezett, de a kibernetikus város másik két városrészében is volt egy-egy kisebb helyi szabadidőközpont, hogy elkerülje a felesleges forgalmat és az időveszteséget.
A szabadidő városrészének sajátságos épülete a Centre Loisir Sexuel, a szexualitásnak szentelt szabadidőközpont. Éles ellentétben egy hagyományos bordélyházzal, mint például a Claude-Nicolas Ledoux(en) által tervezett Oikema, ez az épület nem a női test kizsákmányolásáról szól, hanem a két nem kölcsönös és egyenlő szabad szerelemének kifejezése. A Centre Loisir Sexuel a szexualitás és a két nem közötti kapcsolat új felfogásának manifesztációja, amely a szexuális forradalom eredményeként jött létre.
Szintén új típusú épülete a városnegyednek a Térdinamikai Színház (Théâtre Spatiodynamique). Ebben a kibernetikus színházban folyamatos a látványosság, az előadásnak nincs eleje, sem vége. A közönség tetszése szerint jön-megy, időnként más foglalatosság után néz, és visszajelzéseivel befolyásolja a történéseket. A Térdinamikai Színházat a mai bevásárló- és szórakoztató komplexumokkal lehetne összehasonlítani.

### Ház láthatatlan válaszfallal
Schöffer ötödik topológia elmélete az éghajlati eseményeket és klimatikus hatásokat tárgyalja, és ezeket optimalizálja a különböző térszegmensek funkciói szerint. Két különböző léptékű tervezési megfontolásról van szó. Schöffer egyrészt, a helyiségek funkcióját is figyelembe véve, egyedi igényeket kielégítő klimatikus zónákat tervezett a lakó- és középületekbe, másrészt az éghajlati jelenségeket is figyelembe vette a városi léptékű tervezésnél.
A Schöffer által tervezett szabályozott klimatikus zónákkal rendelkező lakóépület legszélsőségesebb példáját 1957-ben a BATIMAT Nemzetközi Közmunka Szalon keretében mutatták be a Párizs melletti Saint-Cloud-ban. A Ház Láthatatlan Válaszfallal (Maison à cloisons invisibles) kísérleti épület, mely a kontrasztok házának is nevezhető. A cél egy és ugyanabban a házban lakók olykor nagyon eltérő igényeinek kielégítse volt anélkül, hogy elszigetelné őket.
Az építőipari nemzetközi kiállítások célja olyan életformák bemutatása volt, amelyek jobban illeszkednek a modern életstílushoz, mint a tipikus régi épület kevéssé differenciált helyiségeivel. A fejlesztés a funkcionális szétválasztás és a családtagok által külön-külön egyedileg használt helységek irányába haladt. Schöffer úgy döntött, hogy a családtagok különböző igényeit egy és ugyanabban a térben elégíti ki fizikai vagy vizuális elválasztás nélkül azért, hogy a családtagok továbbra is együtt lehessenek.
A terv azon a megfigyelésen alapult, hogy az idősebb generációk általában csendes, hűvösebb, tompított és szórt fényű szobákban érzik jól magukat, míg a fiatalok a világos és meleg szobákat kedvelik, és hangos zenét szeretnek hallgatni. A kísérleti ház egy kerek és egy trapéz alakú részből állt, amelyek a házon belül nem voltak elválasztva egymástól. Felülről nézve az alaprajz kulcslyukra emlékeztetett. A körszegmens alakú részben 35 °C – 40 °C hőmérséklet uralkodott, nagyon világos és zajos volt. A domináns színárnyalatok a vörös és narancssárga voltak. A trapéz alakú részben ezzel szemben a hőmérséklet 18 °C – 20 °C hűvösre volt szabályozva, a domináns színek ennek megfelelően a hideg kék tónusok voltak. Az épületnek ez a része csendes volt, a lámpák tompa fényt adtak. Ennek ellenére nem volt látható semmilyen fizikai elválasztó a két ellentétes klíma-zónának megfelelő térrész között. A ház két része közötti határvonalon át egy lépés egészen más hangulatba vezette a látogatót.
Sokan átverésre gyanakodtak, amíg meg nem értették, hogyan működik ez a varázslat. A trükk részben a falak speciális burkolásával és a belső tér kialakítással volt elérhető. A burkolat hőszigetelő és hangelnyelő tulajdonságai fontos szerepet játszottak. A légáramlást gondosan megtervezték a Philips szakemberei, és légkondicionálóval szabályozták. A körkörös helyiségrész melegét infravörös függöny adta, melynek hatása csak lokálisan volt érezhető. A világítást is a Philips cég tervezte és kivitelezte. A szoba hűvös részében aktinikus fénycsöveket használtak. A ház formáját akusztikai megfontolások határozták meg.

### Kyldex1
A CYSP1 többször is megjelent a színpadon. Schöffer ezután rendszeresen részt vett színházi projektekben. Színházi előadásokhoz és divatbemutatókhoz tervezett díszleteket. Paco Rabanne űrkorszaki divatbemutatóját Fény és mozgás címmel, a Schöffer által tervezett díszlettel 1967-ben a párizsi Modern Művészetek Múzeumában rendezték meg. A színházi előadások egyre összetettebbé váltak, egy önálló kibernetikus színházi produkció jelentette a tetőpontot.
A kibernetika kettős szerepet játszott Schöffer színházi kísérleteiben. A színpadot robotok, kibernetikus tornyok, prizmák és fényeffektus-dobozok népesítették be. Működésüket kibernetikai elvek szerint irányította, mely így az észlelt fény- és hangeffektusokon keresztül a véletlentől függött. A KYLDEX1 színházi előadás alatt a közönség és az előadás között létesült kibernetikus csatolási és visszacsatolási hurok. Az előadás menetét a közönség visszajelzései szabályozták.
Schöffer első együttműködése a Hamburgi Állami Operával Gian Carlo Menotti Segítség, segítség, a Globolinkek! című gyermekoperájának színpadterve volt. Ennek az együttműködésnek köszönhetően kapott új megbízást a kibernetika elveit alkalmazó önálló színházi előadásra. A KYLDEX1-et (KYbernetic és LuminoDynamic színházi kísérlet) 1973-ban mutatták be tíz egymást követő estén a Hamburgi Állami Operaházban. A közönséget bevonták a színházi játékba. Egy tucat kiválasztott néző szívverését mérték és a mérés eredményeit használták fel inputként a központi agy számára. A közönség minden tagja öt színes szavazótárcsát kapott. A többség döntése szerint a jelenlévők befolyásolhatták az előadás menetét. A nézők kérhették a jelenet megismétlését, lassíthatták vagy felgyorsíthatták a kibernetikus művek működését, leállíthatták az előadást, és kérdéseket tehettek fel.
Az előadás hat paramétercsoport programozásával jött létre. A térbeli paramétereket részben öt darab 6,5 m magas Chronos 8B típusú szobor, másrészt néhány felfújható műanyagból készült erotikus szobor képviselte. A hangparaméterek kétfélék voltak: egyrészt Pierre Henry elektronikus konkrét zenéje, másrészt különböző emberi hangok egy szópartitúra alapján Schöffer elméletének szakszavait ismételgették. Az emberi intervenció paramétercsoport a táncosokból és egy kommentátorból állt. További paramétercsoportok a világítás elemei és a vetítővászon voltak. A hatodik paramétercsoport illat emitterekből (kibocsátókból) állt. Ezeknek a paramétercsoportoknak az alapján 15 cselekménysorozat volt előre megtervezve. A közönség döntése határozta meg, melyik variáció legyen előadva a színpadon.

## Nicolas Schöffer Gyűjtemény, Kalocsa

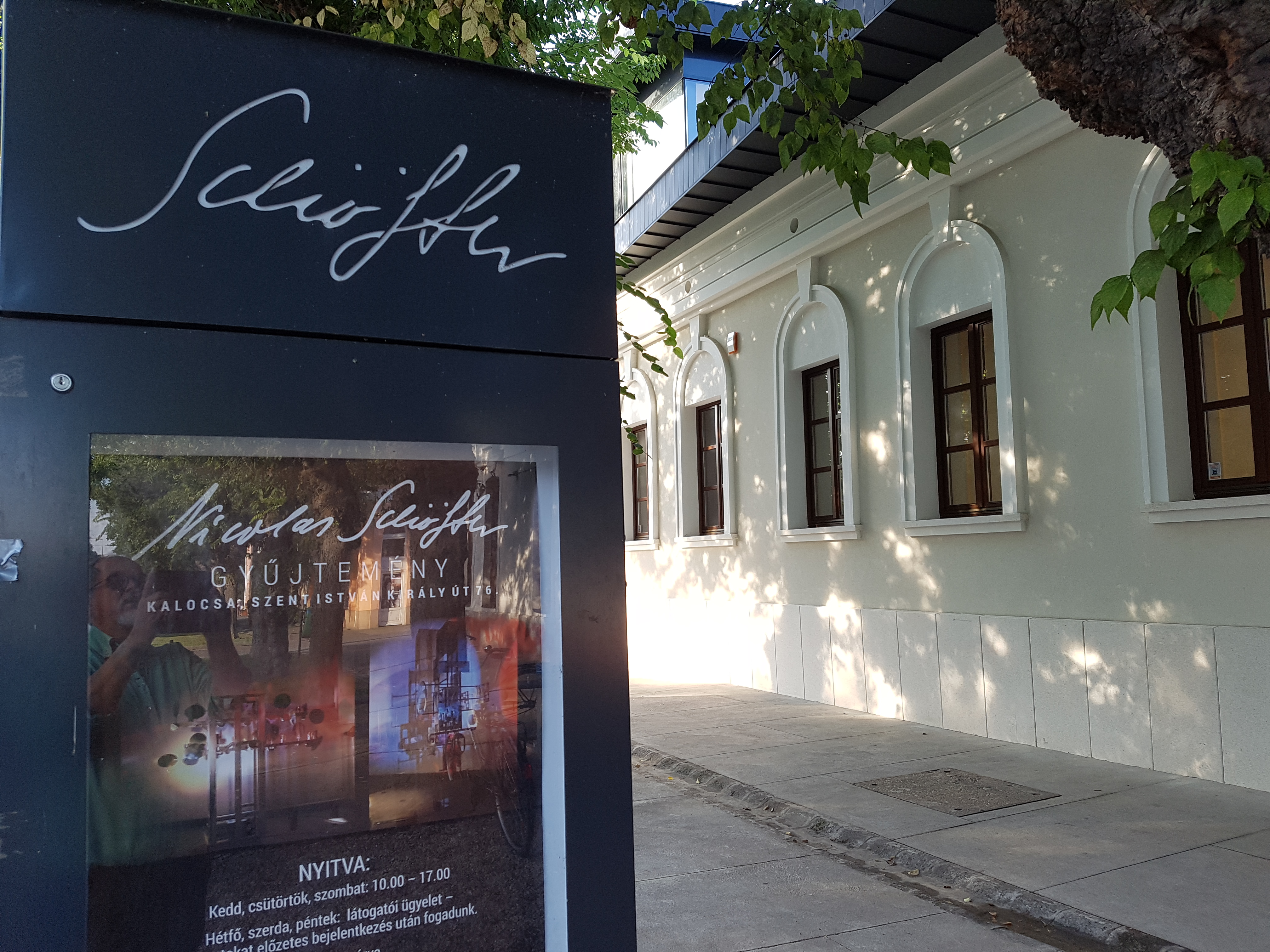
A Nicolas Schöffer Gyűjtemény homloktzata, Kalocsa

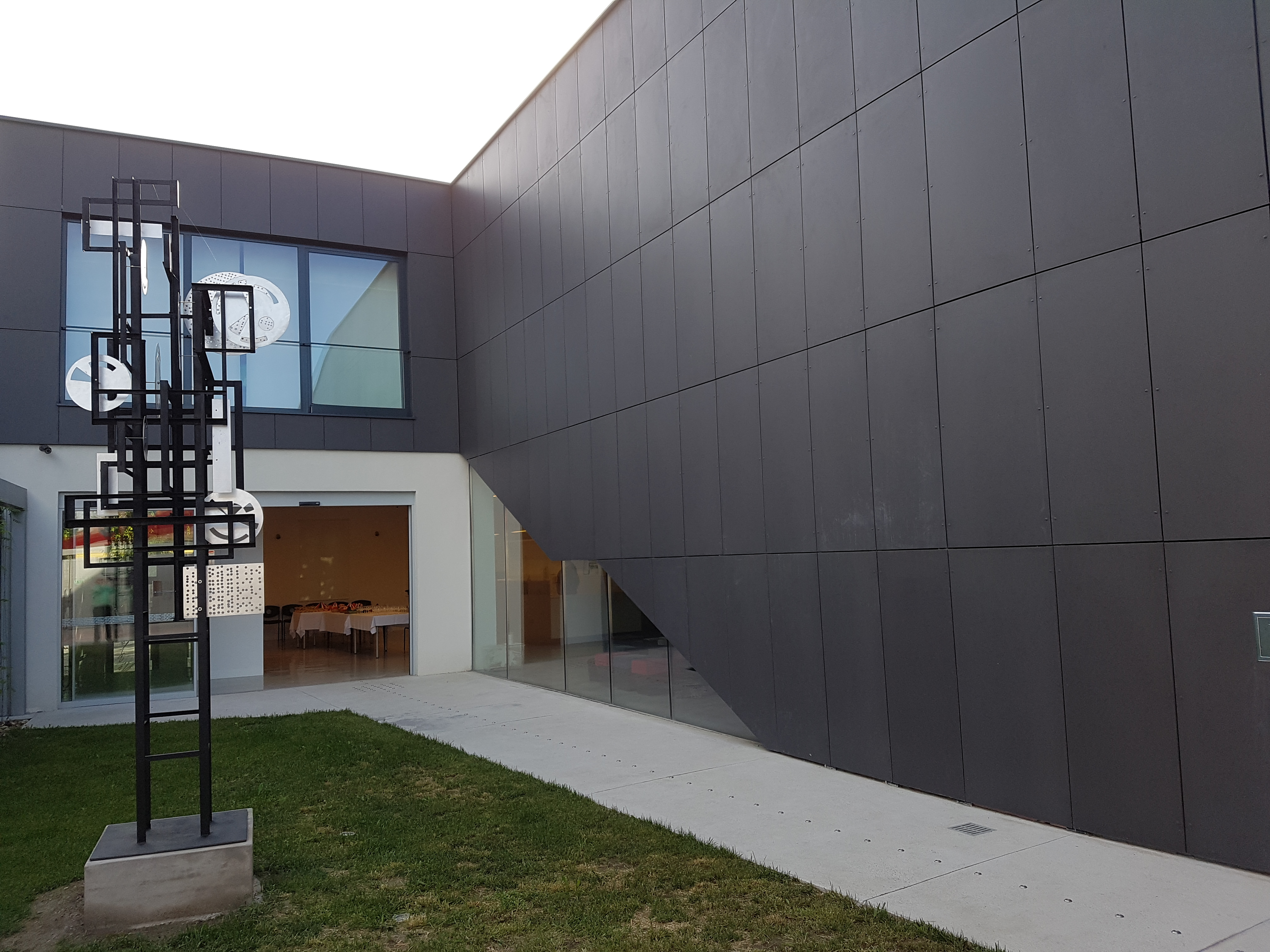
A Nicolas Schöffer Gyűjtemény épülete a kert felől nézve

Nicolas Schöffer 1936-ban költözött Párizsba. 1976-ban tért vissza először Magyarországra, ezután gyakrabban meglátogatta szülővárosát, Kalocsát. 1979-ben a városnak adományozott alkotásaiból egy olyan válogatást, amely minden alkotói korszakát felöleli. A város felújította a szülői házat, ahol a következő évben múzeumot nyitott. A múzeum első igazgatója Dargay Lajos, Schöffer tanítványa, majd közvetlen munkatársa lett.
A múzeum később új épülettel bővült a szülőház telkén, a kert hátsó részében, a párhuzamos utcáról nyíló bejárattal. Az új épület adott helyet az időszaki kiállításoknak, az irodának, és a második emeleten egy lakást alakítottak ki Schöffer számára. Eléonore de Lavandeyra Schöffer 1994-ben francia könyvtárat adományozott a múzeumnak, amelyet szintén az új épületben helyeztek el. Schöffer nemzetközi konferenciákat is szervezett, ezért további bővítésekre volt szükség.
Az adományokból és beinduló új funkciókból eredő igényeket követő szükségmegoldások a mai korszak múzeummal szemben támasztott követelményeit már nem tudták kielégíteni. 2015-ben a Kalocsa Szíve Program keretében tizenöt turisztikai helyszínen történtek fejlesztések a városban, köztük kettő Schöfferhez kapcsolódik. Felújították a Chronos 8 kibernetikus fénytornyot, és átépítették a múzeumot. A régi épületeket lebontották és teljesen új, modern épületet emeltek. Az új múzeum megfelel a mai kor nemzetközi normáinak, és jelentős szerepet tölt be az iskolások művészeti nevelésében. Időszaki kiállításokra és éves nemzetközi konferenciákra is sor kerül.

## Nicolas Schöffer írásai
A legfontosabb írott források, amelyek Nicolas Schöffer gondolatait összegzik, a saját könyvei és írásai. Tíz könyvben foglalta össze elméleteit művészetről, építészetről és urbanisztikáról. Az első könyv Le Spatiodynamisme címmel 1955-ben jelent meg, és annak az előadásnak a szövegét tartalmazza, melyet Schöffer 1954 júniusában a Sorbonne Egyetem Turgot Amfiteátrumában a Francia Esztétikai Társaság által szervezett konferencián tartott. Ebben a könyvben definiálja a saját maga által alkotott Spatiodynamisme (Térdinamika) fogalmat, és leírja a szobrászat és a tér interakciójának dinamikájáról alkotott elképzeléseit. Újra értelmezi a szobrász és a szobrászat szerepét a városi térben. Új tudományágat alapít, a plasztikaszociológiát. Ennek feladata az plasztikus esztétikai környezet emberi viselkedésre gyakorolt hatásainak vizsgálata. Az elemzés célja a város társadalmi szerkezetének erősítése a városi környezet vizuális ingereinek javításával.
A La Ville Cybernétique (1972) és a La nouvelle charte de la ville könyvek foglalják össze Nicolas Schöffer vízióit a jövő városáról. Rámutat arra, hogy a demográfiai robbanás következtében egyre nagyobb tömegek nem jutnak minőségi információhoz, hanem a középszerűség szintjén rekednek, a hiányos oktatás és a sivár esztétikai környezet miatt. Tárgyalja, hogyan lehet ezeket a tömegeket felemelni az információs folyam színvonalának és sűrűségének fokozásával, és az esztétikai környezet gazdagításával. A Le nouvel esprit artistique című könyv szövegeket és kiáltványokat tartalmaz, amelyekben Nicolas Schöffer kifejti kiforrott térdinamikai, fénydinamikai és idődinamikai elméleteinek alapelveit, valamint a művészet jelenkori tudás alapú társadalmunkban betöltött szerepével és feladatával foglalkozik. A La Tour Lumière Cybernétique című könyv annak a kibernetikus fénytoronynak a részletes leírása, melyet Schöffer Párizs La Défense kerületébe tervezett.
A Perturbation et chronocratie a mentális és szociális struktúráinkat felborító új jelenségek és az ezek által kiváltott forradalmi folyamat tanulmányozása. Vizsgálja az embertömegek, valamint az anyagi- és szellemi javak elosztása, és mennyisége közötti összefüggéseket. Meghatározza a forradalmi folyamat különböző lépcsőit. Kifejti azt a nézetét, hogy a mennyiség egy társadalmi forradalom során minőséggé válik. Míg a forradalmi folyamat elején a tömegek anyagi javakért küzdenek, amikor elérték a bőség állapotát ezen a téren, akkor szellemi javakért kezdenek küzdeni. Nicolas Schöffer elemzi, hogyan képes a kibernetikus tudatosság fokozatosan uralni és szabályozni egy destabilizált emberiség sorsát.
A La Théorie des miroirs című könyv abból az alapvető megállapításból indul ki, hogy észlelésünket és gondolkodásunkat sok tekintetben irányított linearitás jellemzi. Az idő lineáris vonalon ábrázolhatóan halad előre, a nyelvi közlés, és a nyelvhez szorosan kapcsolódó gondolkodásunk is lineáris jellegű. Schöffer felteszi a kérdést, hogyan lehet szabadulni ebből a lineáris kötöttségből. A képtől a gondolatig, a nyelven keresztül minden aspektusában elemzi és fejleszti az inverzió képességét, és ezáltal új távlatokat nyit.
A Surface et Espace Nicolas Schöffer élete során megjelent utolsó könyve. Rajzokkal és színes táblákkal illusztrált könyv, amelyek egy része számítógéppel készült. A harmadik alkotói periódus műveit tartalmazza, a Koreográfia és Ordigráfia mű ciklus alkotásaiból válogatva. A könyv szövege művészi alkotásának, egész életművének alapelveihez tér vissza.
Kisebb terjedelmű, de figyelemre méltó a Sonic and Visual Structures: Theory and Experiment című esszéje, amely 1985-ben jelent meg a Leonardo folyóiratban.(en) Ebben az esszében Schöffer kifejti a zenéről és a zene társadalomban betöltött szerepéről alkotott nézeteit. Hangsúlyozza a művészeti ágak hagyományos korlátaitól való megszabadulás jelentőségét. A Leonardo magazint Frank Malina(en) kinetikus művész és űrhajós úttörő alapította 1968-ban Párizsban, és ma a tudományos, technológiai és művészeti innovációk iránt érdeklődők vezető hírforrása.
A Nicolas Schöffer archívum honlapja az Observatoire Leonardo des Arts et des Techno-Sciences weboldal (olats.org) részeként volt megtalálható. Eléonore de Lavandeyra Schöffer halála óta már nem elérhető. Ezen az oldalon nem pótolható információk voltak. Több régi honlap szűnik így meg.

## Írások Nicolas Schöfferről
Az első Schöffer-monográfia 1963-ban jelent meg az Edition du Griffon svájci kiadó gondozásában. Jean Cassou(en) bevezető szavai után a monográfia Guy Habasque és Jacques Ménétrier két esszéjét tartalmazza. Az illusztrációk fotósa Robert Doisneau volt. A kiadványt egy bakelitlemez kísérte Pierre Henry konkrét zenéjével. A Presses du réel gondozásában 2004-ben megjelent egy újabb Schöffer-monográfia Eric Mangion és Maude Ligier szövegeivel. Magyarországon Aknai Tamás írt Schöffer-monográfiát 1975-ben.
A diplomamunkák nagyon különböző oldalról tárgyalják Nicolas Schöffer életművét. Maude Ligier a művész pályafutásának első szakaszával foglalkozik. Az írás jelentősége abban rejlik, hogy az alkotómunka kezdeti szakaszát ritkán említik, ilyen részletes elemzése máshol nehezen található. Ligier elemzi a művész pályafutásának azt a fordulópontját, amelyet a Wiener könyvével való találkozás indított el. A további életművet nem tárgyalja. Nathalie Busson a művészi pálya másik szakaszát ragadja meg, és azt a fejlődési vonalat elemzi, amely a különálló, egyedi műalkotásoktól az urbanisztika összetett feladatáig vezetett. Hangyel Orsolya és Tamás Eszter a kinetikus művészeti mozgalom magyarországi gyökereit elemzik, beleértve Schöffer közreműködését.
Andrea Rovescalli dolgozatának fókuszában Schöffer sorozatban háztartások számára készült művei állnak, mint például a Lumino sorozat. A Naomi Devil művésznéven alkotó Ördög Noémi bécsi Iparművészeti Egyetemen készült diploma dolgozata Schöffer már megsemmisült vagy elveszett, illetve csak tervezett, de meg nem valósult műveinek háromdimenziós digitális rekonstrukciója kísérő szöveggel. Ezek a digitális rekonstrukciók szerepelnek a Nicolas Schöffer rendkívüli világa című filmben is. Gehér Klára bécsi Műszaki Egyetemen írt szakdolgozata azt tárgyalja, hogyan lehet Schöffer életművét a közönség felé közvetíteni. Ez átfogó munka, amely betekintést nyújt Schöffer életművébe, tárgyalja előzményeit és az életmű utólagos hatásait. Mutat az egyes művekhez hasonlítható, vagy azzal kapcsolatba hozható alkotásokat a kortársaktól vagy az utónemzedéktől. Rámutat Schöffer munkáinak a jövő művésznemzedékeire gyakorolt hatására. Ezzel a gyűjtőmunkával kiindulópontot ad kurátoroknak a további kutatáshoz.

### Schöffer írásai
1. ↑  Nicolas Schöffer. Le Spatiodynamisme (reading sample) (francia nyelven) (2028. április 4.). ISBN 9782374400549. Hozzáférés ideje: 2022. február 20.
2. ↑  Nicolas Schöffer: Le Spatiodynamisme (francia nyelven). Observatoire Leonardo des Arts et des Techno Sciences. [2014. április 30-i dátummal az eredetiből archiválva].
3. ↑  Nicolas Schöffer. Le Spatiodynamisme (francia nyelven). Boulogne sur Seine: AA Kiadó (1955)
4. ↑  Nicolas Schöffer. La Ville cybernétique (francia nyelven). Párizs: Tchou Kiadó (1969)
5. ↑  Nicolas Schöffer. La nouvelle charte de la ville (francia nyelven). Párizs: Denoël-Gonthier Kiadó (1974)
6. ↑  Nicolas Schöffer. Le Nouvel esprit artistique. (francia nyelven). Párizs: Denoël-Gonthier  Kiadó (1970)
7. ↑  Nicolas Schöffer. La Tour lumière cybernétique, Párizs (francia nyelven), Denoël-Gonthier  Kiadó (1973)
8. ↑  Nicolas Schöffer. Perturbation et chronocratie (francia nyelven). Párizs: Denoël-Gonthier Kiadó (1978)
9. ↑  Nicolas Schöffer. La Théorie des miroirs (francia nyelven). Párizs: Pierre Belfond Kiadó (1981)
10. ↑  Nicolas Schöffer. Surface et espace (francia nyelven). Párizs: Capitales Kiadó (1990)
11. ↑   (1985) „Sonic and Visual Structures: Theory and Experiment”. Revue Leonardo 18 (2), 59–68. o. DOI:10.2307/1577872. JSTOR 1577872. (Hozzáférés: 2022. február 9.)

### Monográfiák
1. ↑  Jean Cassou, Guy Habasque, Jacques Menetier. Nicolas Schöffer, La sculpture de se siècle (francia nyelven). Neuchâtel: Griffon Kiadóház, 149. o. (1963)
2. ↑  Jean-Damien Collin, Eleonore de Lavandeyra Schöffer, Eric Mangion, Maude Ligier, Robert Bonnacorsi, Xavier Douroux. Nicolas Schöffer (francia nyelven). Dijon: Presses du réel, 288. o. (2004). ISBN 978-2-84066-131-3.
3. ↑  Aknai Tamás. Nicolas Schöffer, A művészet kiskönyvtára (magyar nyelven). Budapest: Corvina Kiadó, 86. o. (1975). ISBN 963-13-0109-5

### Diplomamunkák
1. ↑  Dr. Magóné, Tóth Gyöngyi. A zsidóság története Kalocsán – Diplomamunka (magyar nyelven). Szegedi Tudományegyetem, Bölcsészettudományi Kar, Szeged (2004)
2. 1 2  Maude Ligier. La rupture dans l'œuvre de Nicolas Schöffer – Diplomamunka (francia nyelven). Párizs: Sorbonne Egyetem (2000)
3. 1 2  Gehér Klára Borbála. Nicolas Schöffer Archive und Vermittlung – Diplomamunka (német nyelven). Bécs: Technische Universität Wien, 215. o. (2018). Hozzáférés ideje: 2022. február 20.
4. ↑  Andrea Rovescalli. The domestication of kinetic art, The Lumino by Nicolas Schöffer – diplomamunka [archivált változat] (angol nyelven). Genf: Haute École d'Art et de Design (2014. július 21.). Hozzáférés ideje: 2022. február 8. [archiválás ideje: 2022. február 1.]
5. ↑  Nathalie Busson. Mémoire de Maîtrise, Nicolas Schöffer (1912-1992) – De l'objet à l'Urbanisme (Diplomamunka) (francia nyelven). Marseille: Université de Provence Aix-Marseille 1. (1999)
6. ↑  Hangyel Orsolya. Nicolas Schöffer munkássága, valamint a kinetikus és kibernetikus művészet magyarországi vonatkozásai – Diplomamunka (magyar nyelven). Budapest: Eötvös Loránd Tudományegyetem (2005)
7. ↑  Tamás Eszter. Kinetikus törekvések a XX. Század második felének magyar művészetében – Diplomamunka [archivált változat] (magyar nyelven). Budapest: Pázmány Péter Katolikus Egyetem, Bölcsészettudományi kar, Művészettörténet tanszék (2007). Hozzáférés ideje: 2022. február 20. [archiválás ideje: 2022. február 8.]
8. ↑  Ördög Noémi Anna: Schöffer Holochron (angol nyelven) (video), 2015. (Hozzáférés: 2022. február 20.)
9. ↑  Universität für angewandte Kunst Wien: Diplomamunkák adatbázis, Keresés: Noémi Anna Ördög (német nyelven), 2016. (Hozzáférés: 2023. június 24.)

### Filmek
1. 1 2  Gerebics Sándor; Ördögh László, Naomi Devil: Nicolas Schöffer rendkívüli világa (magyar nyelven) (mozi film). ViVeTech Zrt. és Dada Film, 2015. (Hozzáférés: 2022. február 15.)
2. ↑  Eléonore de Lavandeyra Schöffer: Nicolas Schöffer peintre (francia nyelven) (video). vimeo, 2018. (Hozzáférés: 2022. február 15.)

### Interjúk
1. 1 2  „'L'Express va plus loin avec Nicolas Schöffer” (francia nyelven). L'Express 1969 (július 7-13), 80  ̶  91. o.
2. ↑  Jean Mandelbaum. „Nicolas Schöffer à la recherche de l'art total” (francia nyelven). Le Monde 1982 (február 8), 91. o.
3. ↑  Marion Tournon-Branly: Cybernetique et architecture  Entretien avec Nicolas Schöffer (francia nyelven). Architectes - n°48/mai 1974, 1974. [2014. április 30-i dátummal az eredetiből archiválva].
4. ↑   (1970. február 8.) „Das wird ein unglaubliches Fest, Iterview with Nicolas Schöffer” (német nyelven). Spiegel (Kultur) 1970 (7). (Hozzáférés: 2022. február 8.)

### Életrajz, kiállítások listája
1. ↑  Nicolas Schöffer. Britannica Online. (Hozzáférés: 2022. február 21.)
2. 1 2  Nicolas Schöffer életrajz válogatott kiállítások listájával. Compart Center of Excellence Digital Art. (Hozzáférés: 2022. február 9.)
3. ↑  Nicolas Schöffer életrajz. Observatoire Leonardo des Arts & Techno Sciences. [2013. március 28-i dátummal az eredetiből archiválva].
4. ↑  Rockenbauer Zoltán: Nicolas Schöffer életrajz válogatott kiállítások listájával (magyar nyelven). Műcsarnok, Budapest. (Hozzáférés: 2022. február 15.)

### Kiállítások
1. ↑  Exposition du Pont Neuf 1ère partie (francia nyelven). Observatoire Leonardo des Arts et des Techno Sciences. [2014. április 30-i dátummal az eredetiből archiválva].
2. ↑  Exposition du Pont Neuf 2ème partie (francia nyelven). Observatoire Leonardo des Arts et des Techno Sciences. [2014. április 30-i dátummal az eredetiből archiválva].
3. ↑  Jean Fouace: Les autres visage de Nicolas Schöffer (francia nyelven). [2014. április 30-i dátummal az eredetiből archiválva].
4. ↑  Premières apparitions publiques de l'oeuvre peint (francia nyelven). Observatoire Leonardo des Arts et des Techno Sciences. [2014. április 30-i dátummal az eredetiből archiválva].
5. ↑  szerk.: Rockenbauer Zoltán: Nicolas Schöffer 1912-1992. Retropektív / Nicolas Schöffer 1912-1992. Retrospective (81 p., [96] t.: ill.; 30 cm) (magyar, angol nyelven), Budapest: Műcsarnok Nonprofit Kft., 180. o. (2015). ISBN 978-963-9506-87-9
6. ↑  Nicolas Schöffer: Exposition à la Galerie Mai  "Schöffer-Oeuvres Spatiodynamiques" (francia nyelven). Observatoire Leonardo des Arts et des Techno Sciences, 1952. [2014. április 30-i dátummal az eredetiből archiválva].
7. ↑  Nicolas Schöffer futurisztikus grafikái Óbudán. Artézi Galéria. (Hozzáférés: 2022. február 19.)
8. ↑  Jean-Louis Ferrier: Introduction aux derniers projets de Nicolas Schöffer (Institut Hongrois, 14-30 juin 1989 (francia nyelven). Observatoire Leonardo des Arts et des Techno Sciences, 1989. [2014. április 30-i dátummal az eredetiből archiválva].
9. ↑  Exposition Nicolas Schöffer au LaM (francia nyelven). LaM – Lille Métropole, musée d’art moderne, d’art contemporain et d’art brut, 2018. (Hozzáférés: 2022. február 23.)

### Videok
1. ↑  Nicolas Schöffer; Henri Gruel: Mayola. YouTube, Eléonore de Lavandeyra Schöffer, 1959. (Hozzáférés: 2022. február 11.)
2. ↑  Nicolas Schöffer; Jean Kerchbron: Variations Luminodynamiques 1. YouTube, Eléonore de Lavandeyra Schöffer, 1961. (Hozzáférés: 2022. február 11.)
3. ↑  Nicolas Schöffer; Tinto Brass: Spatiodynamism. YouTube, Eléonore de Lavandeyra Schöffer, 1958. (Hozzáférés: 2022. február 11.)
4. ↑  Nicoolas Schöffer; Jacques Brissot: Fer Chaud. YouTube, Eléonore de Lavandeyra Schöffer, 1957. (Hozzáférés: 2022. február 11.)
5. ↑  Nicolas Schöffer; Vas Péter (kivitelező mérnök): Nicolas Schöffer: Chonos 8 fénytonyának felállítása és avatása, 1982. (Hozzáférés: 2022. február 21.)
6. ↑  Nicolas Schöffer: Hommage à Bartók. Hungaroton, (YouTube video), 1979. (Hozzáférés: 2022. február 23.)
7. ↑  Serge Gainsbourg; Brigitte Bardot (ének): Contact (francia nyelven) (YouTube video). videoklip a pionír korszakból, 1968. (Hozzáférés: 2022. február 20.)
8. ↑  Paco Rabanne; Nicolas Schöffer (díszlet): Fashion show Light and Movement. Museum of Modern Art in Paris, 1967. (Hozzáférés: 2022. február 9.)
9. ↑  Gian Carlo Menotti; Nicolas Schöffer (díszlet 5:50-ig ): Hilfe, Hilfe, die Globolinks (német nyelven) (mozifilm). Staatsoper Hamburg, 1968. (Hozzáférés: 2022. február 9.)
10. ↑  Nicolas Schöffer: KYLDEX1, I. rész (német nyelven) (színházi előadás). Staatsoper Hamburg, 1973. (Hozzáférés: 2022. február 9.)
11. ↑  Nicolas Schöffer: KYLDEX1, II.rész (német nyelven) (színházi előadás). Staatsoper Hamburg, 1973. (Hozzáférés: 2022. február 9.)

### Archivált hivatkozások
1. ↑  Nicolas Schöffer Archív honlapja. Leonardo. [2013. március 28-i dátummal az eredetiből archiválva].
2. ↑  Nicolas Schoffer exhibition (angol nyelven). [2012. február 6-i dátummal az eredetiből archiválva].
3. ↑  Images from Nicolas Schoffer: a found exhibition. the Centre of Attention. [2012. február 6-i dátummal az eredetiből archiválva].

### Egyéb hivatkozások
1. 1 2  Német Nemzeti Könyvtár: Integrált katalógustár (Németország) (német nyelven). Integrált katalógustár (Németország) . (Hozzáférés: 2014. május 3.)
2. 1 2  Francia Nemzeti Könyvtár: BnF-források (francia nyelven). (Hozzáférés: 2015. október 10.)
3. 1 2  Nicolas Schöffer (holland nyelven). RKDartists
4. 1 2  Benezit Dictionary of Artists (angol nyelven). Benezit művészeti lexikon (Oxford) . Oxford University Press, 2006 (Hozzáférés: 2017. október 9.)
5. 1 2  SNAC (angol nyelven). (Hozzáférés: 2017. október 9.)
6. 1 2  Fichier des personnes décédées mirror
7. ↑  ZKM Center for Art and Media Karlsruhe. (Hozzáférés: 2022. június 30.)
8. ↑  Museum of Modern Art online collection (angol nyelven). (Hozzáférés: 2019. december 4.)
9. ↑  https://leonardo.info/award-recipients. (Hozzáférés: 2022. február 11.)
10. ↑  https://leonardo.info/isast/awards.html. (Hozzáférés: 2022. február 11.)
11. ↑  https://www.frac-centre.fr/collection/collection-art-architecture/index-des-auteurs/nicolas-schoffer-58.html?authID=253. (Hozzáférés: 2020. december 9.)
12. ↑  http://www.artezi.hu/exhib/schoffer_2015/schoffer.pdf. (Hozzáférés: 2022. február 11.)
13. ↑  Agnès Choplin; Stéphanie Jolivet: Nicolas Schöffer, Rétroprospective (francia nyelven) (pdf) pp. 12. Lycee Europe Dunkerque, 2018. [2022. február 15-i dátummal az eredetiből archiválva]. (Hozzáférés: 2022. február 15.)
14. ↑  François Stahly: Notice sur la vie et travaux de M. Nicolas Schöffer (1912-1992) (akadémiai székfoglaló beszéd) (francia nyelven). Institute de France Academie des Beaux-Arts, 1995. (Hozzáférés: 2022. február 15.)
15. ↑  Norbert Wiener. Cybernetics: Or Control and Communication in the Animal and the Machine, Paris, (Hermann & Cie) & Camb. Mass. (MIT Press) (1948. július 21.). ISBN 978-0-262-73009-9
16. ↑  Historique de l'oeuvre graphique et peint (francia nyelven). Observatoire Leonardo des Arts & Techno Sciences. [2012. április 26-i dátummal az eredetiből archiválva]. (Hozzáférés: 2012. április 26.)
17. ↑  L'atelier de Nicolas Schöffer à la Villa des Arts (francia nyelven). Observatoire Leonardo des Arts & Techno Sciences OLATS. [2013. március 28-i dátummal az eredetiből archiválva].
18. ↑  Architecture de l'Exposition du VIIIe Congrès International des Géomètres. OLATS Nicolas Schöffer archiv weboldal, 1953. [2019. szeptember 4-i dátummal az [20190904195421 eredetiből] archiválva].
19. ↑  La Biennale di Venezia / Storia della Biennale Arte / Gli anni sessanta (kinyitni) (olasz nyelven). La Biennale di Venezia. (Hozzáférés: 2022. február 24.)
20. ↑  Chiara Di Stefano: The 1968 Biennale. Boycotting the exhibition: An account of three extraordinary days (angol nyelven). academia.edu
21. ↑  Le pavillion français à la Biennale de Venise (francia nyelven). Observatoire Leonardo des Arts et des Techno Sciences. [2014. április 30-i dátummal az eredetiből archiválva].
22. ↑  Académiciens depuis 1795 / Année 1982 / Section II - Sculpture / Fauteuil III (francia nyelven). Académy des Beaux-Arts Institut de France. [2022. február 23-i dátummal az eredetiből archiválva]. (Hozzáférés: 2022. február 23.)
23. ↑  The Leonardo Awards Program: Award Recipients (angol nyelven). Leonardo Journal. (Hozzáférés: 2022. március 1.)
24. ↑  Gehér Klára Borbála. Abschnitte der künstlerischen Laufbahn, Nicolas Schöffer Archiv und Vermittlung (német nyelven). Bécs: Technische Universität Wien, 44. o. (2018). Hozzáférés ideje: 2022. február 27.
25. ↑  Nicolas Schöffer. Spatiodynamisme luminodynamisme chronodynamisme cybernetique., recherches de 1948 à 1970. (francia nyelven). Párizs: Galerie Denise Rene (1970)
26. ↑  Aknai Tamás. Egyetemes művészettörténet: 1945-1980. Budapest-Pécs: Dialóg-Campus Kiadó (2001). ISBN 963-9123-38-2
27. ↑   Kortárs magyar művészeti lexikon. 3. köt. – Schöffer Miklós (Nicolas Schöffer). Budapest: Enciklopédia Kiadó, 331-335. o. (2001). ISBN 963-8477-46-6
28. ↑  Classification de l'Oeuvre graphique (francia nyelven). Observatoire Leonardo des Arts et des Techno Sciences. [2012. április 17-i dátummal az eredetiből archiválva].
29. ↑  Havasi János (1982. december 27.). „Kibernetikus művészet Fénytorony Kalocsán Megvilágítja a felhőket is „A tetején lesz a szobor?”” (magyar nyelven). Dunántúli napló 39. (354). (Hozzáférés: 2022. február 21.)
30. ↑  Csordás Lajos (2015. október 29.). „Elűzi a gonoszt az üthető szobor” (magyar nyelven). Népszabadság. (Hozzáférés: 2022. február 21.)
31. ↑  A Lux 10 felavatása Busanban Eléonore de Lavandeyra Schöfferrel (video). YouTube, 2015. (Hozzáférés: 2022. május 5.)
32. ↑  LUX 10-Busan (angol nyelven). busan.go.k. (Hozzáférés: 2022. május 5.)
33. ↑  Nicolas Schöffer rendkívüli világa forgatókönyv. ViVeTech Zrt., DADA Film. (Hozzáférés: 2022. február 21.)
34. ↑  Eléonore de Lavandeyra Schöffer: Nicolas Schöffer et le son (francia nyelven). Observatoire Leonardo des Arts et des Techno Sciences. [2014. április 8-i dátummal az eredetiből archiválva].
35. ↑  Nicolas Schöffer: Hommage à Bartók. Hungaroton, Discogs homepage, 1979. (Hozzáférés: 2022. február 23.)
36. ↑  L´IRCAM (francia nyelven). Observatoire Leonardo des Arts et des Techno Sciences. [2014. április 30-i dátummal az eredetiből archiválva].
37. ↑  Nicolas Schöffer: Variation sur 600. IRCAM Centre Pompidou, 1984. (Hozzáférés: 2022. február 23.)
38. ↑  Nicolas Schöffer: Variations sur 600, részlet. IRCAM Centre Pompidou, 1984. (Hozzáférés: 2022. február 23.)
39. ↑  Nicolas Schöffer: V A R I A T I 0 N S sur 600  Structures Sonores,  Une nouvelle méthode de composition musicale sur l'ordinateur 4X (francia nyelven). Observatoire Leonardo des Arts et des Techno Sciences. [2012. április 13-i dátummal az eredetiből archiválva].
40. ↑  tengelyirányú
41. ↑  1956 CSYP1 (articles collected by Reuben Hoggett) (angol nyelven). Cyberneticzoo.com. (Hozzáférés: 2022. március 1.)
42. ↑  Clarisse Bardiot. „CYSP1 premier ballet pour sculpture cybernétique et danseurs” (francia nyelven). Patch la revue du Centre des Écritures Contemporaines et Numeriques 2009 (február), 32. o, Kiadó: Centre for Contemporary and Digital Script. (Hozzáférés: 2022. február 20.)
43. ↑  Képeit lásd  és
44. ↑  Pierre Henry (francia nyelven). Observatoire Leonardo des Arts et des Techno Sciences. [2014. április 30-i dátummal az eredetiből archiválva].
45. ↑  Diana Gay (2017). „Fernand Léger et le groupe Espace à Biot. Un terrain d'expérimentation pour une modernité critique” (francia nyelven). In Situ Revue des patrimoines (32), Kiadó: Ministère de la Culture (Franciaország). DOI:10.4000/insitu.14660. (Hozzáférés: 2022. február 7.)
46. ↑  Groupe Espace. One Arty Minute. (Hozzáférés: 2022. február 7.)
47. ↑  Le groupe espace, quand l'art investissait l'architecture (francia nyelven). L'Humanité, 2016. augusztus 29. (Hozzáférés: 2022. február 7.)
48. ↑   (1968. április 7.) „Kunst Utopien an der Schwelle” (német nyelven). Spiegel (Kultur) 1968 (15), 183. o. (Hozzáférés: 2022. február 8.)
49. ↑  Nicolas Schöffer (1971. október 10.). „Ce que sera la tour Schöffer” (francia nyelven). Revue Preuves. (Hozzáférés: 2022. február 8.)
50. ↑  Carlotta Darò. „Night-clubs et discothèques : visions d'architecture, L'art en « boîte » (13)” (francia nyelven). Erudit. DOI:10.7202/044411ar. (Hozzáférés: 2022. február 10.)
51. ↑  Paul Maymont (francia nyelven). Observatoire Leonardo des Arts et des Techno Sciences. [2014. április 30-i dátummal az eredetiből archiválva].
52. ↑  Le GIAP (francia nyelven). Observatoire des Arts et des Techno Sciences. [2014. április 30-i dátummal az eredetiből archiválva].
53. ↑  Les Actions du GIAP: les conférences (francia nyelven). Observatoire Leonardo des Arts et des Techno Sciences. [2014. április 30-i dátummal az eredetiből archiválva].
54. ↑  Les visionnaires du l'architecture (francia nyelven). OLATS / Edition Robert Laffont and Revues et Publications, 1965. [2014. április 30-i dátummal az eredetiből archiválva].
55. ↑  Nicolas Schöffer; Claude Parent: Projets spatiodynamiques, 1954-1957, Alpha d'Habitat (francia nyelven). Frac Centre Val de Loire. (Hozzáférés: 2022. február 20.)
56. ↑  Oikema House of Pleasure by Claude-Nicolas Ledoux (angol nyelven). ArchEyes Timeless Architecture, 2020. március 20. (Hozzáférés: 2022. február 20.)
57. ↑  Nicolas Schöffer: Théâtre Spatiodynamique (francia nyelven). Observatoire Leonardo des Arts et des Techno Sciences. [2014. április 30-i dátummal az eredetiből archiválva].
58. ↑  Nadine Labedade: Nicolas Schöffer (francia nyelven). Frac Centre Val de Loire. (Hozzáférés: 2022. február 21.)
59. ↑  Frédéric Schnee: Towards Dematerialization,  Nicolas Schöffer’s Maison Spatiodynamique à Cloisons Invisibles. (angol nyelven). ARPA Journal, 2018. május 24. (Hozzáférés: 2022. március 1.)
60. ↑  A korallzátonyok körül tapasztalható természetes, tengerkék, aktinikus fényviszonyok érdekében.
61. ↑  Nicolas Schöffer: Maison à cloisons invisibles (1955) (francia nyelven). Observatoire des Arts et des Techno Sciences. [2014. április 30-i dátummal az eredetiből archiválva].
62. ↑  Kalocsa Szíve Program (magyar nyelven). Kalocsa város honlapja, 2015. (Hozzáférés: 2022. február 20.)
63. ↑  Kortárs magyar művészeti lexikon. 3. köt. i.m. Schöffer-Múzeum lásd 335. p.
64. ↑  Nicolas Schöffer: L'avenir de l'homme, l'homme de l'avenir, Le processus de médiocrisation (Extrait de "La Ville Cybernétique") (francia nyelven). Observatoire Leonardo des Arts et des Techno Sciences. [2014. április 30-i dátummal az eredetiből archiválva].
65. ↑  Nicolas Schöffer: L'avenir de l'homme, l'homme de l'avenir,  Le processus de démédiocrisation (Extrait de "La Ville Cybernétique" ) (francia nyelven). [2014. április 30-i dátummal az eredetiből archiválva].